# Juan I de Inglaterra
Juan (24 de diciembre de 1166-19 de octubre de 1216), también conocido como Juan sin Tierra (en anglonormando, Johan sans Terre; en inglés,  John Lackland), fue rey de Inglaterra desde 1199 hasta su muerte en 1216. Perdió el Ducado de Normandía y gran parte de Aquitania ante Felipe II de Francia, lo que resultó en el colapso de la mayor parte del llamado Imperio angevino y contribuyó al posterior crecimiento del poder de la dinastía de los Capetos durante el siglo XIII. La revuelta de los barones al final de su reinado condujo a la firma de la Carta Magna.
Siendo el más joven de los cinco hijos de Enrique II y Leonor de Aquitania, no se esperaba que heredara territorios significativos desde el principio. Sin embargo, después de la rebelión fallida de sus hermanos mayores entre 1173 y 1174, Juan se convirtió en el hijo favorito de Enrique II. Fue nombrado señor de Irlanda en 1177 y recibió tierras en Inglaterra y en el continente europeo. Sus hermanos mayores —Guillermo, Enrique y Godofredo— murieron jóvenes; cuando su hermano Ricardo fue coronado rey en 1189, Juan era el presunto heredero al trono. Intentó infructuosamente una rebelión contra los administradores reales de su hermano, mientras este participaba en la tercera cruzada. A pesar de esto, después de que Ricardo I muriera en 1199, fue proclamado rey de Inglaterra y en 1200 llegó a un acuerdo con Felipe II  para el reconocimiento de las posesiones inglesas en las tierras continentales angevinas mediante la Paz de Le Goulet.
Cuando estalló nuevamente la guerra con Francia en 1202, Juan logró victorias al inicio, pero la escasez de recursos militares y el trato dado a los nobles normandos, bretones y angevinos provocaron el colapso del imperio en el norte de Francia en 1204. Durante gran parte de la siguiente década el rey trató de recuperar estas tierras, aumentó las rentas de la Corona, reformó su ejército y reconstruyó alianzas continentales con enemigos de los franceses. Sus reformas judiciales tuvieron un impacto duradero en el sistema del commonlaw anglosajón, además de proporcionar una fuente adicional de ingresos. Un pleito con el papa Inocencio III condujo a la excomunión del rey inglés en 1209, una disputa finalmente resuelta por el propio Juan en 1213. En 1214, Felipe II derrotó al rey inglés y sus aliados en la batalla de Bouvines. A su regreso, muchos barones ingleses se sublevaron, descontentos con su política fiscal y su trato a la nobleza más poderosa de Inglaterra. Aunque tanto Juan como los barones acordaron la paz con la Carta Magna de 1215, ninguna de las partes cumplió con las condiciones. La guerra civil estalló poco después, con los barones ayudados por Luis VIII de Francia. Pronto el conflicto llegó a un punto muerto. A fines de 1216 Juan murió de disentería, contraída en una campaña en el este de Inglaterra. Su muerte apaciguó las tensiones entre los partidarios reales, lo que permitió a los partidarios de su hijo Enrique III continuar la guerra con nuevo impulso y vencer a los barones rebeldes y a Luis VIII al año siguiente.
Los cronistas contemporáneos fueron en su mayoría críticos con la actuación de Juan como rey, tanto que su reinado ha sido desde entonces objeto de importantes debates y revisiones por parte de los historiadores desde el siglo XVI en adelante. El historiador Jim Bradbury resumió la opinión histórica actual de las cualidades positivas de Juan y observó que ahora es considerado un «administrador diligente, un hombre hábil y un general capaz». No obstante, los historiadores modernos coinciden en que también tuvo muchos defectos como monarca; así, el historiador Ralph Turner calificó como «rasgos desagradables, incluso peligrosos de su personalidad» la mezquindad, el rencor y la crueldad. Estas cualidades negativas sirvieron de inspiración para los escritores de ficción en la época victoriana y, por esto, Juan sigue siendo un personaje recurrente de la cultura popular occidental, principalmente como villano en películas e historias relacionadas con las leyendas de Robin Hood.

## Primeros años

### Infancia y herencia angevina

El imperio continental angevino (en tonos rosados) a fines del.

Hijo de Enrique II de Inglaterra y Leonor de Aquitania, nació el 24 de diciembre de 1166. Su padre había heredado territorios importantes a lo largo de la costa atlántica (Anjou, Normandía e Inglaterra) y expandió su imperio al conquistar Bretaña. Se había casado con la poderosa Leonor de Aquitania, quien reinaba el Ducado de Aquitania y tenía un débil reclamo sobre Toulouse y Auvernia en el sur de Francia, además de haber sido esposa de Luis VII de Francia. El resultado fue el Imperio angevino, llamado así por el título paterno de Enrique II (conde de Anjou) y, más específicamente, su sede en Angers. Sin embargo, el imperio era intrínsecamente frágil: aunque todas las tierras debían lealtad a Enrique II, cada región tenía su propia identidad histórica, tradiciones y estructuras de gobierno. A medida que uno se desplazaba hacia el sur a través de Anjou y Aquitania, la magnitud de la autoridad de Enrique II en las provincias disminuía considerablemente, por lo que apenas se asemejaba al concepto moderno de imperio. Algunos de los lazos tradicionales entre ciertas regiones del imperio —como Normandía e Inglaterra— se fueron disolviendo lentamente con el tiempo. No estaba claro qué pasaría con el imperio a la muerte de Enrique II. Aunque la costumbre de la primogenitura —según la cual el hijo mayor heredaría las tierras de su padre— se fue extendiendo lentamente por Europa, era menos popular entre los reyes normandos de Inglaterra. La mayoría de los nobles creía que Enrique II dividiría el imperio, otorgaría a cada hijo una porción sustancial y esperaría a que sus hijos continuaran trabajando juntos como aliados después de su muerte. Para complicar las cosas, gran parte del Imperio angevino era administrado por Enrique II en calidad de vasallo del rey de Francia, que en ese momento era un miembro de la línea rival de la casa de los Capetos. Enrique II con frecuencia se aliaba con el emperador del Sacro Imperio contra Francia, lo que hacía a la relación feudal aún más desafiante.
Poco después de su nacimiento, Juan pasó del cuidado de su madre al de una nodriza, una práctica tradicional en las familias nobles medievales. Leonor se dirigió a Poitiers —capital de Aquitania— y envió a Juan y su hermana Juana al norte, hacia la abadía de Fontevrault. Esto posiblemente se hizo con el objetivo de introducir a su hijo más joven, sin herencia obvia, hacia una futura carrera eclesiástica. Leonor pasó los años siguientes conspirando contra su esposo Enrique II y ninguno de los padres estuvo presente durante la infancia de Juan. Probablemente, al igual que sus hermanos, tenía asignado un magister mientras estuvo en Fontevrault; más tarde recibió las enseñanzas de Ranulf de Glanvill, un importante administrador inglés. Pasó algún tiempo en la corte noble de su hermano mayor Enrique, donde probablemente recibió instrucción en cacería y habilidades militares.
Juan medía alrededor de 5 pies 5 pulgadas (1.65 m) de altura, relativamente bajo de estatura, con un «cuerpo poderoso, con el pecho en forma de barril» y cabello rojo oscuro; según sus contemporáneos, lucía como un habitante más de Poitou. Disfrutaba de la lectura e, inusualmente durante este período, construyó una biblioteca itinerante de libros. También le gustaban los juegos —en particular el backgammon— y era un cazador entusiasta, demasiado para los estándares medievales; le encantaba la música, aunque no las canciones. Juan se volvió un «conocedor de joyas», ya que tuvo una gran colección y se hizo famoso por su ropa opulenta y, según los cronistas franceses, su afición al «mal vino». Cuando creció tenía en ocasiones un carácter «simpático, ingenioso, generoso y hospitalario», pero, en otros momentos, podría estar celoso, demasiado sensible y propenso a ataques de ira, «mordiendo y mordisqueando los dedos» con furia.

### Juventud

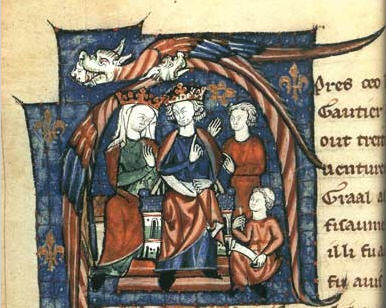
Enrique II y Leonor, padres de Juan, en su corte.

Durante los primeros años de Juan, Enrique II intentó resolver la cuestión de su sucesión. Su hijo el joven Enrique había sido coronado rey de Inglaterra en 1170, pero su padre no le dio ningún poder formal; también le prometió Normandía y Anjou como parte de su futura herencia. Ricardo sería nombrado conde de Poitou con autoridad sobre Aquitania, mientras que Godofredo se convertiría en duque de Bretaña. En este momento, parecía poco probable que Juan heredara tierras importantes, tanto que su padre le apodó en broma lackland (lit., «sin tierra»).
Enrique II quería asegurar las fronteras del sur de Aquitania y decidió desposar a su hijo menor con Alais, hija y heredera de Humberto III de Saboya. Como parte de este acuerdo, Juan recibiría la herencia futura de Saboya, Piamonte, Maurienne y otras posesiones del conde saboyano. Prosiguiendo en la potencial alianza matrimonial, Enrique II transfirió la autoridad de los castillos de Chinon, Loudun y Mirebeau a nombre de su hijo, pero, como él tenía solo cinco años de edad, continuaría controlándolos a propósitos prácticos. El joven Enrique se impresionó con esto; debido a que todavía no se le había otorgado el control de ningún castillo en su nuevo reino, estos eran efectivamente su futura propiedad y le habían sido entregados sin consultar. Alais atravesó los Alpes y se unió a la corte de Enrique II, pero murió antes de casarse con Juan, por lo que este una vez más quedaba sin herencia.
En 1173, sus hermanos mayores, con el respaldo de su madre, se rebelaron contra Enrique II en la efímera rebelión de 1173-1174. Irritado cada vez más por su posición subordinada a su padre y porque poco a poco se preocupaba más de que Juan pudiera obtener tierras y castillos adicionales a su costa, el joven Enrique viajó a París y se alió con Luis VII. Enfadada por la persistente interferencia de su marido en Aquitania, Leonor alentó a Ricardo y Godofredo a unirse a su hermano Enrique en París. Enrique II triunfó sobre la coalición de sus hijos, pero fue generoso con ellos en el acuerdo de paz firmado en Montlouis. El joven rey Enrique podía viajar por Europa con su propio equipo de caballeros, a Ricardo le devolvieron Aquitania, mientras que Godofredo pudo regresar a Bretaña; solo Leonor fue encarcelada por su rol en la revuelta.
Juan había pasado el conflicto viajando junto con su padre y recibió grandes posesiones en el imperio como parte del acuerdo de Montlouis; de ahí en adelante, la mayoría de los testigos lo consideraron como el hijo favorito de Enrique II, aunque era el más distante en términos de la sucesión real. El rey comenzó a buscar más tierras para su hijo, principalmente a expensas de varios nobles. En 1175 se apropió de las fincas del difunto conde de Cornualles y las dio a su hijo. Al año siguiente, desheredó a las hermanas de Isabel de Gloucester —contrario a las costumbres legales— y prometió a Juan como su nuevo consorte. En 1177, en el concilio de Oxford, Enrique II destituyó a William FitzAldelm en el señorío de Irlanda y lo reemplazó con Juan (de diez años de edad).

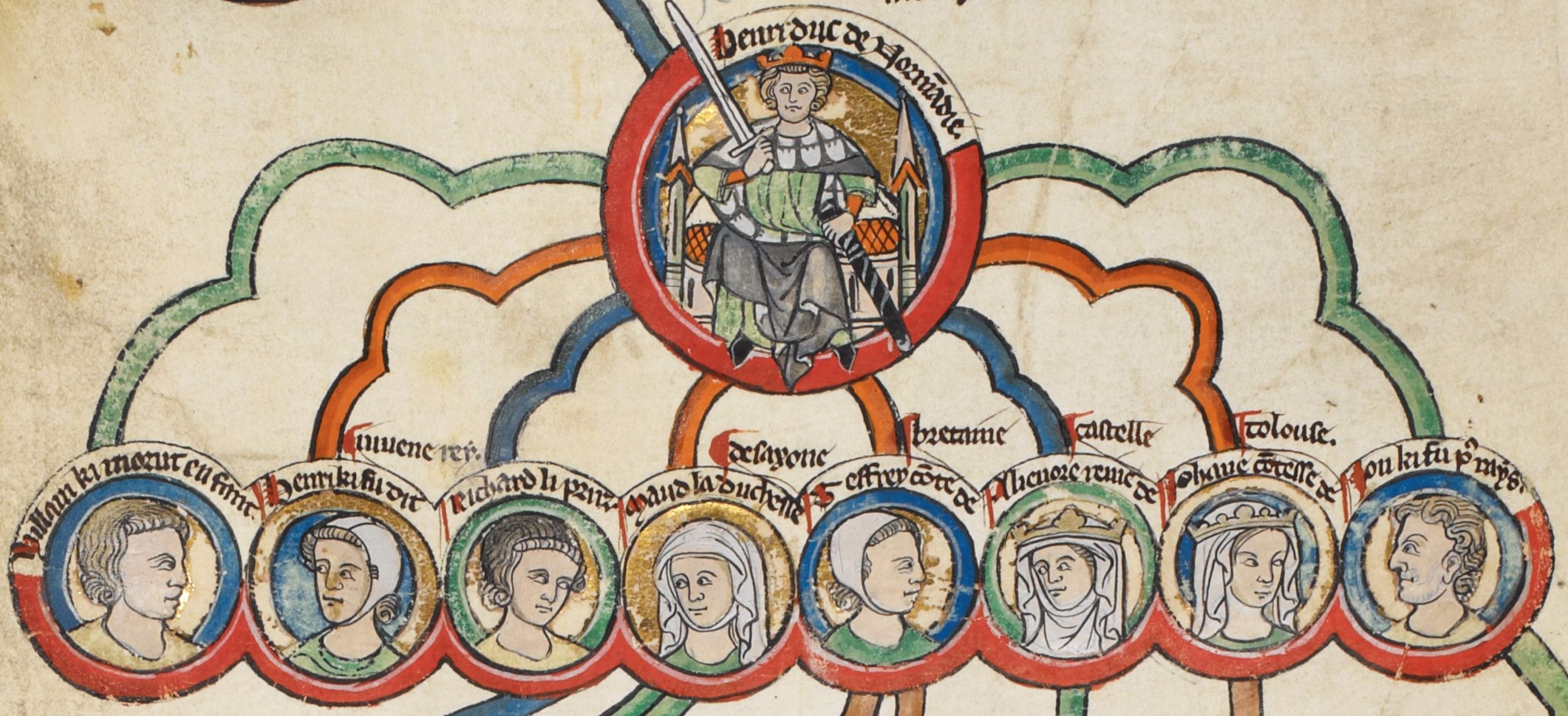
Ilustración del de Enrique II y los hermanos de Juan, de izquierda a derecha: Guillermo, Enrique, Ricardo, Matilde, Godofredo, Leonor, Juana y Juan.

El joven Enrique libró una breve guerra contra su hermano Ricardo en 1183 sobre el dominio de Inglaterra, Normandía y Aquitania. Enrique II reaccionó en apoyo de Ricardo; el joven Enrique murió de disentería al final de la campaña. Con su principal heredero muerto, Enrique II reorganizó sus planes para la sucesión: Ricardo sería el rey de Inglaterra, aunque sin ningún poder real hasta la muerte de su padre; Godofredo retendría Bretaña; Juan recibiría el Ducado de Aquitania en lugar de Ricardo, quien rechazó renunciar a ese territorio. Enrique II estaba furioso y ordenó a Juan, con la ayuda de Godofredo, que marchara hacia el sur y retomara el ducado por la fuerza. Ambos atacaron la ciudad de Poitiers y Ricardo respondió atacando Bretaña. La guerra terminó en estancamiento y una tensa reconciliación familiar en Inglaterra a fines de 1184.
En 1185, Juan hizo su primera expedición a Irlanda, acompañado por 300 caballeros y un equipo de administradores. Su padre había intentado que fuera proclamado oficialmente rey de Irlanda, pero el papa Lucio III no estuvo de acuerdo. El primer período de gobierno de Juan en Irlanda no fue fácil. Esta isla había sido recientemente conquistada por las fuerzas anglonormandas y las tensiones aún abundaban entre Enrique II, los nuevos colonos y los habitantes preexistentes. Juan ofendió infamemente a los gobernantes irlandeses locales burlándose de sus largas barbas, no logró aliarse con los colonos anglonormandos, comenzó a perder terreno militarmente contra los irlandeses y finalmente regresó a Inglaterra más adelante ese año, pero echó la culpa de todo al virrey Hugh de Lacy.
Los problemas entre la familia más amplia de Juan continuaron creciendo. Su hermano mayor Godofredo murió durante un torneo en 1186, dejando un hijo póstumo, Arturo, y una hija mayor, Leonor. La muerte de Godofredo llevó a Juan un poco más cerca del trono de Inglaterra. La incertidumbre sobre lo que sucedería después de la muerte de Enrique II siguió creciendo; Ricardo estaba ansioso por unirse a una nueva cruzada, pero seguía preocupado de que mientras él estaba fuera su padre nombraría sucesor a Juan.
Ricardo abrió las negociaciones sobre una potencial alianza con Felipe II en París durante 1187 y, al año siguiente, rindió homenaje al rey francés a cambio de su apoyo en una guerra contra Enrique II. Ricardo y Felipe II lucharon una campaña conjunta contra el rey inglés y, en el verano de 1189, Enrique II hizo las paces, por lo que Ricardo tenía garantizada la sucesión. Al principio, Juan se mantuvo leal a su padre, pero cambió de bando una vez que parecía que Ricardo iba a ganar. Enrique II murió poco después.

## Reinado de Ricardo I

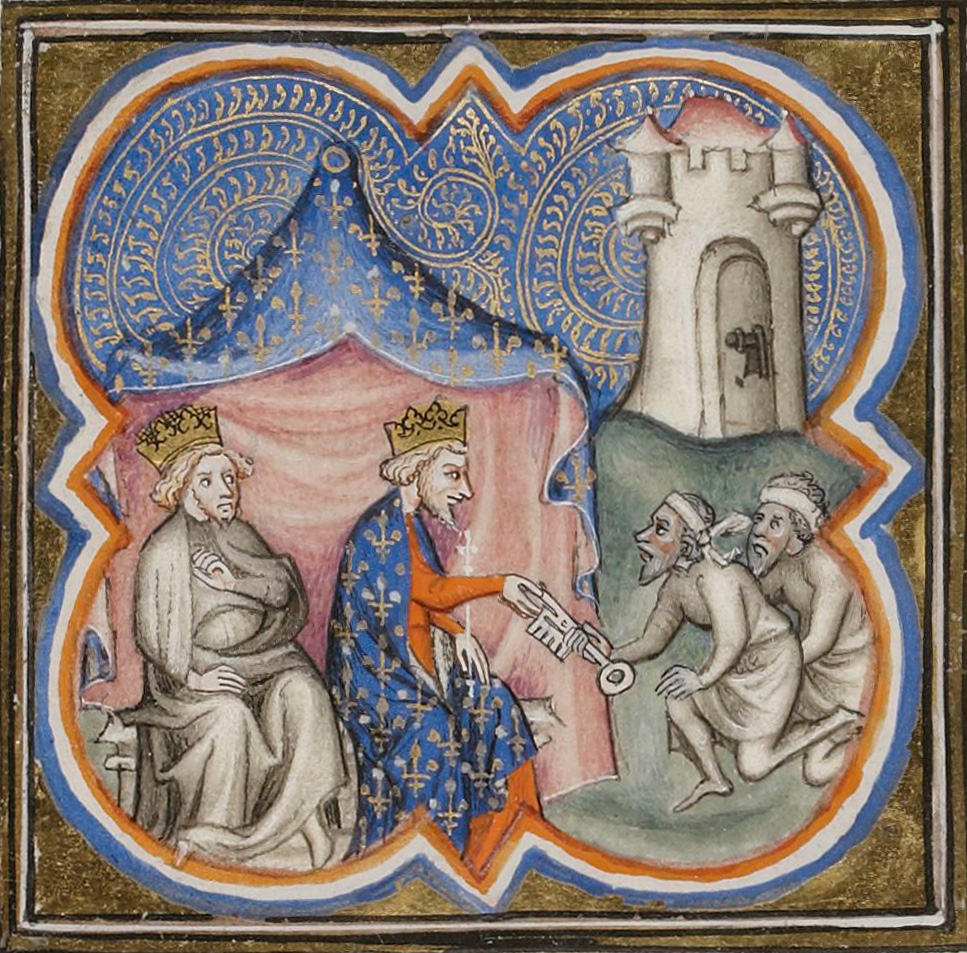
Ricardo I (a la izquierda) y Felipe II en Acre durante la tercera cruzada.

Antes de ascender al trono en septiembre de 1189, Ricardo había declarado su intención de unirse a la tercera cruzada. Se propuso a recaudar las enormes sumas de dinero requeridas para esta expedición mediante la venta de tierras, títulos y nombramientos e intentó asegurarse de que no se enfrentaría a una revuelta mientras se encontraba lejos de su imperio. Juan obtuvo el título de conde de Mortain, se casó con la acaudalada Isabel de Gloucester y recibió valiosas propiedades en Lancaster y los condados de Cornualles, Derby, Devon, Dorset, Nottingham y Somerset, todo con el objetivo de mantener su lealtad mientras su hermano estaba en la cruzada. Ricardo I retuvo el control de los principales castillos en estos condados, para evitar así que su hermano acumulara demasiado poder militar y político y, por el momento, el rey nombró a Arturo I de Bretaña, de cuatro años, como el heredero al trono. A cambio, Juan prometió no visitar Inglaterra durante los próximos tres años, por lo que en teoría le daría a Ricardo I el tiempo adecuado para desarrollar una cruzada exitosa y regresar del Levante sin temor de que su hermano se hiciese con el poder. Ricardo I confió la autoridad política en Inglaterra —el puesto de lord justiciar o primer ministro— en manos del obispo Hugh de Puiset y William Mandeville, conde de Essex, y nombró a William Longchamp, obispo de Ely, su lord canciller. Mandeville murió de inmediato y Longchamp asumió el cargo de lord justicia junto con Puiset, lo que demostraría ser una asociación menos que satisfactoria. La reina madre Leonor convenció a Ricardo I para permitir que Juan ingresara a Inglaterra en su ausencia.
La situación política en Inglaterra comenzó a deteriorarse rápidamente. Longchamp rehusó trabajar con Puiset y se hizo impopular entre la nobleza y el clero ingleses. Juan explotó esta impopularidad para establecerse como un gobernante alternativo con su propia corte real, sus propios lord justicia, lord canciller y otros puestos reales; por esto, se alegró cuando era presentado como un regente alternativo y posiblemente el próximo rey. Estalló el conflicto armado entre Juan y Longchamp y, en octubre de 1191, este último fue recluido en la Torre de Londres, mientras el primero tenía bajo control la ciudad de Londres mediante promesas que había hecho a los ciudadanos a cambio de su reconocimiento como presunto heredero de Ricardo I. En este punto, Walter de Coutances, arzobispo de Ruan, regresó a Inglaterra para restaurar el orden según instrucciones de Ricardo I. La posición de Juan se vio socavada por la relativa popularidad de Walter y por la noticia de que Ricardo I se había casado en su estadía en Chipre, lo que sugería la posibilidad de que tuviera hijos y herederos legítimos.

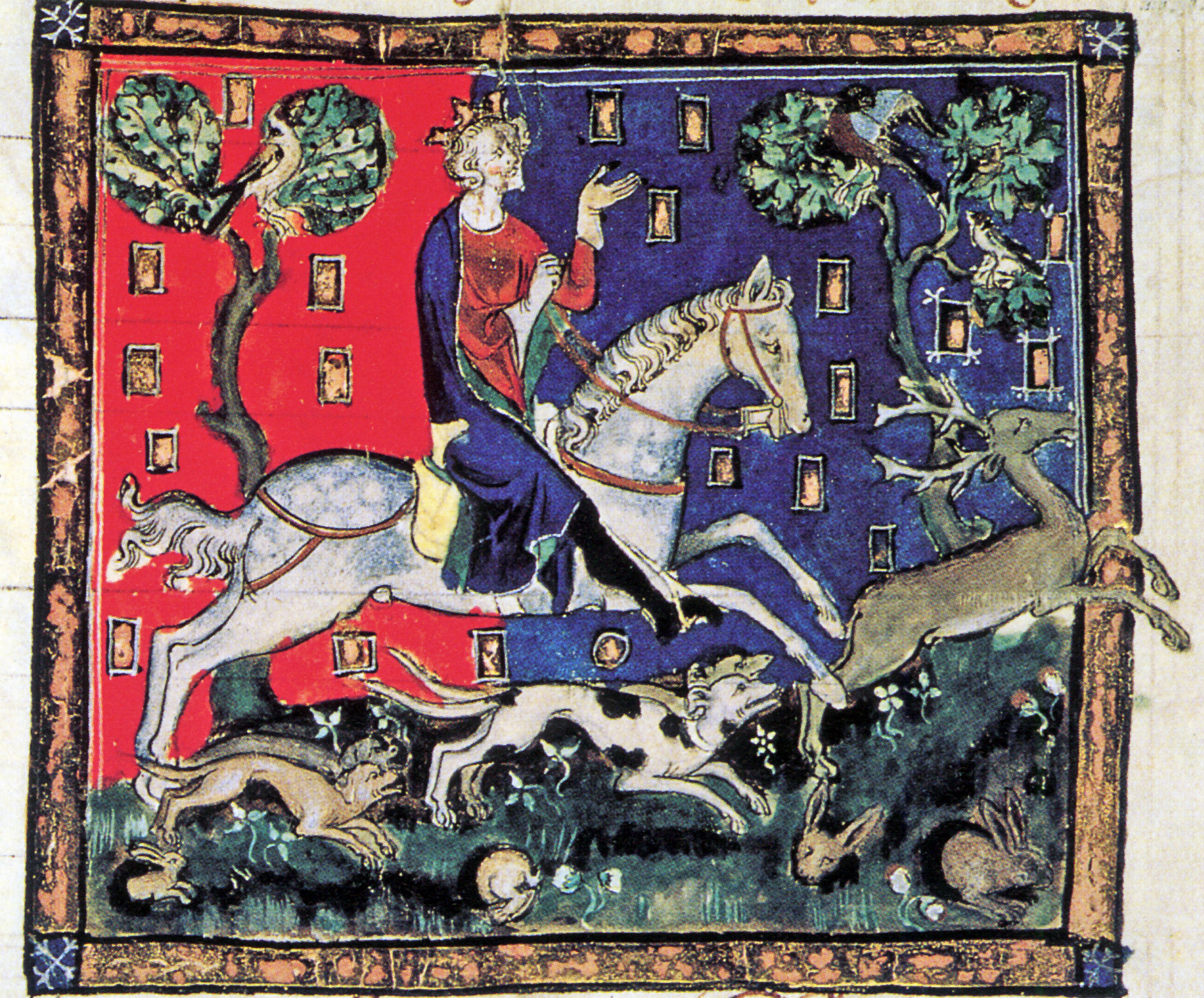
Juan en una cacería de ciervos.

La agitación política continuó. Juan sopesó una alianza con Felipe II, recién regresado de la cruzada. Esperaba adquirir Normandía, Anjou y las otras tierras de Francia en poder de Ricardo I a cambio de aliarse con el rey francés; también fue persuadido de no buscar una alianza con su madre. Entretanto, Longchamp —quien había abandonado Inglaterra después de la intervención de Walter— regresó al reino y argumentó que fue destituido injustamente del cargo de lord justiciar. Juan contuvo los reclamos de Longchamp y le pidió que prometiera su apoyo en la administración real, así como una reafirmación de su posición como heredero del trono inglés. Como su hermano todavía no había regresado de la cruzada, decía que él estaba muerto o perdido indefinidamente; de hecho, Ricardo I había sido capturado en el camino hacia Inglaterra por el duque de Austria y fue entregado al emperador teutón Enrique VI, quien lo liberaría por un rescate. Juan aprovechó la oportunidad y se dirigió a París, donde formó una alianza con Felipe II. Aceptó dejar a un lado a su esposa Isabel de Gloucester y casarse con la hermana del rey francés, Adela, a cambio de su apoyo. Se originaron enfrentamientos militares en Inglaterra entre las fuerzas leales a Ricardo I y las que fueron reunidas por Juan. Su posición militar era débil y fue forzado a aceptar una tregua; a principios de 1194, el rey inglés finalmente regresó a Inglaterra y las tropas restantes de Juan se rindieron. Se retiró a Normandía, donde se reencontró finalmente con Ricardo I ese mismo año. Declaró que su hermano menor, a pesar de tener 27 años, era simplemente «un niño que tenía malvados consejeros» y le perdonó, pero le quitó sus tierras con la excepción de Irlanda.
Durante los años restantes del reinado de su hermano, Juan lo apoyó desde el continente, al parecer con lealtad. La política de Ricardo I sobre el continente consistía en intentar recuperar mediante campañas continuas y limitadas los castillos que había perdido ante Felipe II durante la cruzada. Se alió con los líderes de Flandes, Boulogne y el Sacro Imperio para presionar a Felipe II desde Alemania. En 1195, Juan realizó con éxito un ataque repentino y asedió el castillo de Évreux y posteriormente dirigió las defensas de Normandía contra Felipe II. Al año siguiente, se apoderó de la ciudad de Gamaches, lideró un grupo de ataque a 80 km de París y capturó al obispo de Beauvais. A cambio de estos servicios, Ricardo I retiró su malevolentia (mala voluntad) hacia Juan, le restauró el condado de Gloucestershire y su título de conde de Mortain.

## Ascenso al trono inglés

### Llegada al poder

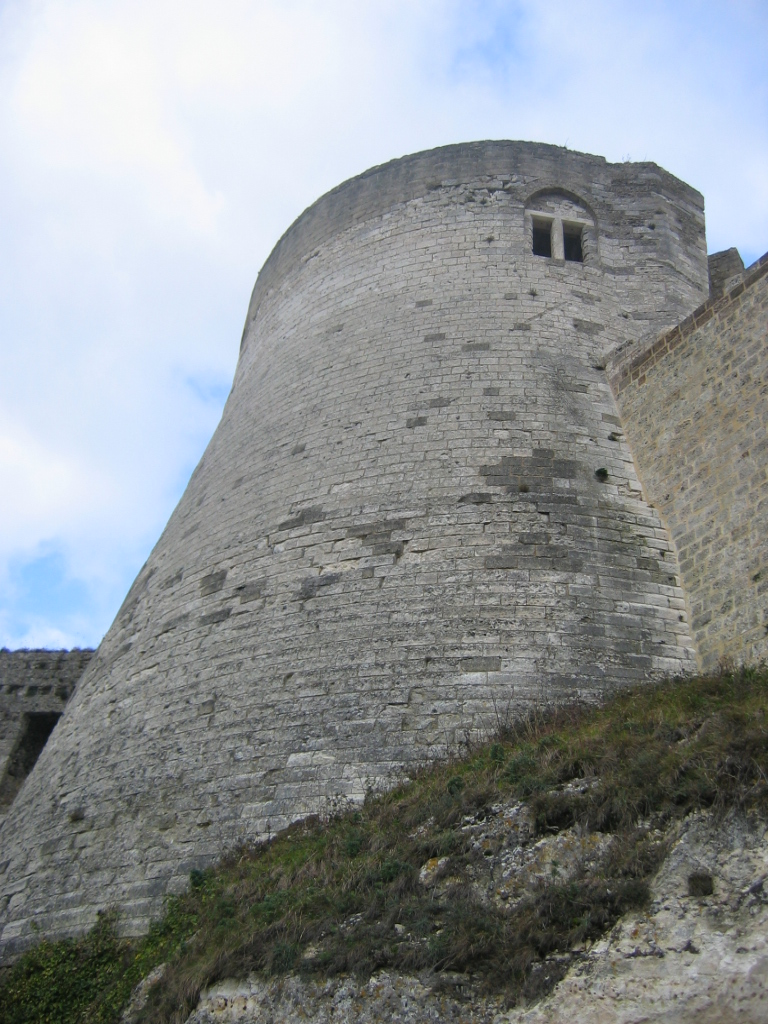
El torreón del castillo Gaillard; la pérdida de esta fortaleza sería devastadora para la posición militar de Juan en Normandía.

Después de la muerte de Ricardo I el 6 de abril de 1199, hubo dos posibles reclamantes del trono angevino: Juan, el único hijo sobreviviente de Enrique II, y el joven Arturo I de Bretaña, quien tenía como argumento ser hijo de Godofredo, hermano mayor de Juan. Aparentemente Ricardo I comenzó a reconocer a Juan como heredero presunto en los años previos a su muerte, pero el asunto no estaba claro y la ley medieval ofrecía poca orientación sobre cómo deberían decidirse los reclamos en competencia. Con la ley normanda que favorecía a Juan como el único hijo sobreviviente de Enrique II y la ley angevina que favorecía a Arturo I como el único descendiente del hijo mayor del difunto rey, el asunto rápidamente se convirtió en un conflicto abierto. Juan recibió el apoyo de la mayor parte de la nobleza inglesa y normanda y fue coronado en Westminster, con el respaldo de su madre Leonor. El duque de Bretaña era apoyado por la mayoría de los nobles de su territorio, Maine y Anjou y recibió el respaldo de Felipe II, quien permanecía comprometido con la división de los territorios angevinos en el continente. Con el ejército de Arturo I presionando desde el valle del Loira hacia Angers y las fuerzas de Felipe II que se desplazaban por el valle hacia Tours, el imperio continental de Juan estaba en peligro de ser partido en dos.
La guerra en Normandía en ese momento estaba determinada por el potencial defensivo de los castillos y los costos crecientes de la realización de campañas. Las fronteras normandas tenían defensas naturales limitadas, pero estaban fuertemente defendidas con fortalezas —como el castillo Gaillard— en puntos estratégicos, construidas y mantenidas a un costo considerable. Era difícil para un comandante avanzar hasta un territorio nuevo sin haber asegurado sus líneas de comunicación con la captura de estas fortificaciones, lo que ralentizaba el avance de cualquier ataque. Los ejércitos de esa época se formaban a partir de tropas feudales o mercenarias. Las levas feudales solo se podían imponer por un período de tiempo fijo antes de que los guerreros regresaran a su país, lo que obligaba a poner fin a una campaña; las tropas mercenarias —frecuentemente llamadas Brabançons por el Ducado de Brabante, pero que en realidad eran reclutadas del norte de Europa— podían operar todo el año y proporcionar al comandante opciones más estratégicas para desarrollar una campaña, pero costaban mucho más que tropas feudales equivalentes. Como resultado, los comandantes de esa época recurrían cada vez más a un gran número de mercenarios.
Después de su coronación, Juan se trasladó al sur de Francia con sus fuerzas militares y adoptó una postura defensiva a lo largo de las fronteras del este y el sur de Normandía. Ambas partes se detuvieron para negociaciones esporádicas antes de que comenzara la guerra; la posición de Juan era ya más fuerte gracias a la confirmación de los condes Balduino IX de Flandes y Renaud de Boulogne, quienes habían renovado las alianzas antifrancesas, acordadas previamente con Ricardo I. El poderoso noble angevino William des Roches fue persuadido para que cambiara al bando inglés; de repente, la superioridad pareció alejarse de Felipe II y Arturo I a favor de Juan. Ninguno de los dos bandos deseaba continuar el conflicto y, tras una tregua papal, ambos líderes se reunieron en enero de 1200 para negociar posibles términos de paz. Desde la perspectiva de Juan, lo que siguió representó una oportunidad para consolidar el control sobre sus posesiones continentales y producir una paz duradera con Felipe II en París. Los reyes de Francia e Inglaterra negociaron el Tratado de Le Goulet de mayo de 1200; mediante este acuerdo, el monarca francés reconoció a su par inglés como el legítimo heredero de Ricardo I con respecto a sus posesiones francesas y abandonaba temporalmente los reclamos de su cliente Arturo I, duque de Bretaña. A su vez, Juan abandonaba la política anterior de su hermano de contener a Felipe II a través de alianzas con Flandes y Boulogne y aceptó el derecho del rey francés como legítimo señor feudal de las tierras de Juan en Francia. Esta política del rey inglés le valió el apodo irrespetuoso de John Softsword («Juan Espada Suave») por algunos cronistas ingleses, quienes contrastaron su comportamiento con su agresivo hermano Ricardo I.

### Paz de Le Goulet

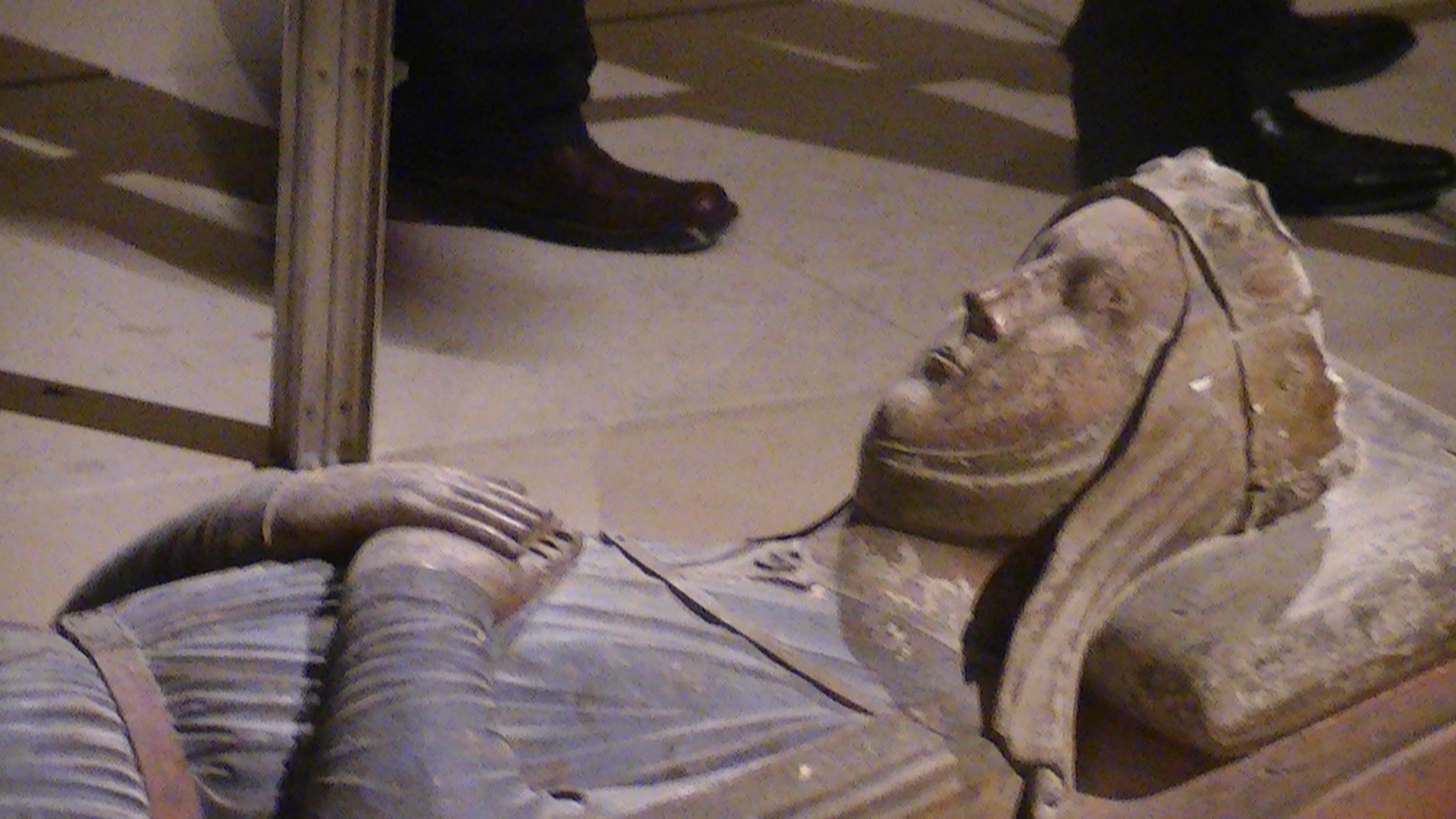
Efigie de la tumba de Isabel de Angulema, su segunda esposa, en la abadía de Fontevraud.

Los efectos de este tratado solo duraron dos años; la guerra se reanudó en agosto de 1200 a raíz de la decisión de Juan de contraer matrimonio con Isabel de Angulema. Para volver a casarse primero tenía que abandonar a su primera esposa Isabel, condesa de Gloucester; Juan consiguió esto argumentando que no había logrado obtener el permiso papal necesario para casarse con ella en primer lugar; por ser su primo legalmente no podía hacerlo sin tal autorización. No está claro por qué Juan eligió casarse con Isabel de Angulema. Los cronistas contemporáneos opinaron que él se había enamorado profundamente de ella y que pudo haber estado motivado por el «deseo de una muchacha» aparentemente más bella o joven. Por otro lado, las tierras de Angoumois que poseía Isabel eran estratégicamente vitales para él: con el matrimonio, Juan estaba adquiriendo una ruta terrestre crucial entre Poitou y Gascuña, lo que fortaleció significativamente su control sobre Aquitania.
Sin embargo, Isabel ya estaba comprometida con Hugo X de Lusignan, miembro de una importante familia noble de Poitou y hermano del conde Raúl de Eu, quien poseía tierras a lo largo de la delicada frontera oriental de Normandía. Justo cuando Juan se lanzó para beneficiarse estratégicamente de su boda con Isabel, el matrimonio ya amenazaba los intereses de los lusiñanos, cuyas propios dominios proporcionaban una ruta clave para los bienes reales y las tropas que atravesaban Aquitania. En lugar de negociar alguna forma de compensación, Juan trató a Hugo «con desprecio», lo que resultó en una sublevación de Lusignan rápidamente aplastada por el rey inglés, quien también intervino para reprimir a Raúl en Normandía.
Aunque Juan era conde de Poitou y, por tanto, el legítimo señor feudal de los lusiñanos, estos podían legalmente apelar las acciones del rey inglés en Francia a su propio señor feudal, Felipe II. Hugo hizo exactamente esto en 1201 y Felipe II convocó a Juan para asistir a la corte en París en 1202 y citó el acuerdo de Le Goulet para fortalecer su caso. Juan no estaba dispuesto a debilitar su autoridad en el oeste de Francia de esta manera y sostuvo que no necesitaba asistir a la corte de Felipe II debido a su estatus especial de duque de Normandía, por el que estaba exento de la tradición feudal de ser llamado a la corte francesa. Felipe II argumentó que estaba convocando a Juan no como el duque de Normandía, sino como el conde de Poitou, que no tenía tal estatus especial. Cuando Juan insistió en no ir, Felipe II declaró que el rey inglés había violado sus responsabilidades feudales, reasignó sus territorios dentro de la Corona francesa a Arturo I —a excepción de Normandía, que tomó para sí mismo— y declaró una nueva guerra contra Juan.

### Pérdida de Normandía

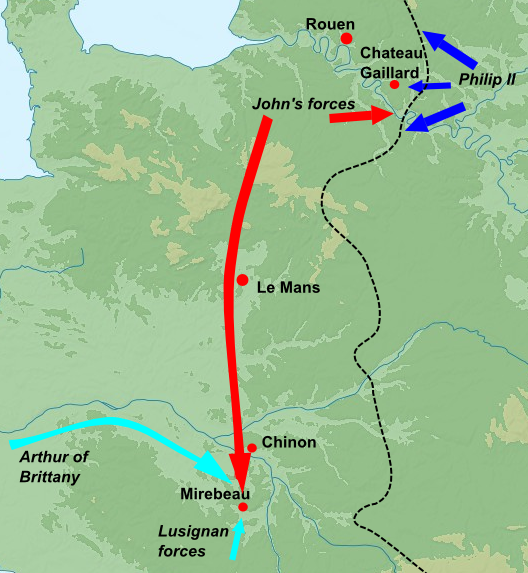
Su exitosa campaña de 1202, que culminó en la victoria de la batalla de Mirebeau; las flechas rojas indican el movimiento de las fuerzas de Juan, las azules las de las fuerzas de Felipe II y las celestes las de los aliados bretones y lusiñanos del rey francés.

Al principio, Juan adoptó una postura defensiva similar a la de 1199: evitó la batalla abierta y defendió cuidadosamente sus castillos importantes. Sus operaciones se volvieron más caóticas a medida que avanzaba la campaña y Felipe II comenzó a progresar constantemente en el este. En julio, se dio cuenta de que las fuerzas de Arturo I amenazaban a su madre, Leonor, en el castillo de Mirebeau. Acompañado por William de Roches, su senescal en Anjou, Juan dirigió su ejército mercenario rápidamente hacia el sur para protegerla. Sus fuerzas tomaron al duque de Bretaña por sorpresa y capturaron a los líderes rebeldes en la batalla de Mirebeau. Con su flanco sur debilitado, Felipe II se vio forzado a retirarse del este y dirigirse hacia el sur para contener el ejército inglés.
La posición de Juan en Francia se vio considerablemente fortalecida por la victoria en Mirebeau, pero el trato que dio a sus nuevos prisioneros y su aliado, William de Roches, rápidamente socavó estos logros. De Roches era un poderoso noble de Anjou, pero Juan lo ignoró en gran medida, lo que era considerado una ofensa; también el rey inglés mantuvo a los líderes rebeldes en condiciones tan precarias que murieron veintidós. En aquel momento, la mayor parte de la nobleza regional estaba estrechamente vinculada mediante parentesco y este comportamiento hacia sus familiares se consideraba inaceptable. William de Roches y otros de los aliados regionales en Anjou y Bretaña abandonaron al rey inglés en favor de Felipe II; Bretaña se alzó en una nueva revuelta. La situación financiera de Juan era frágil: si se toman en cuenta factores como los costos militares comparativos del equipamiento bélico y los soldados, Felipe II disfrutaba de una ventaja considerable, aunque no abrumadora, sobre los recursos de los ingleses.
Otras deserciones de los aliados locales a comienzos de 1203 redujeron constantemente la libertad de Juan para maniobrar en la región. Intentó convencer al papa Inocencio III para que interviniera en el conflicto, pero los esfuerzos del romano pontífice no tuvieron éxito. A medida que la situación empeoraba para el rey inglés, aparentemente decidió matar a Arturo I, con el objetivo de eliminar a su posible rival y quebrantar el movimiento rebelde en Bretaña. El duque de Bretaña fue encarcelado inicialmente en Falaise y luego trasladado a Ruan. Después de esto, su destino sigue siendo incierto, pero los historiadores modernos creen que fue asesinado por el rey inglés. Los anales de la abadía de Margam sugieren que «Juan había capturado a Arturo y lo había mantenido con vida en la cárcel durante un tiempo en el castillo de Ruan [...] cuando Juan estaba borracho, mató a Arturo con sus propias manos y ató una pesada piedra al cuerpo para arrojarla al Sena». Los rumores sobre la forma en que murió el duque de Bretaña redujeron aún más el apoyo a Juan en la región. La hermana de Arturo I, Leonor, también capturada en Mirebeau, estuvo recluida por el rey inglés durante muchos años, aunque en condiciones relativamente buenas.

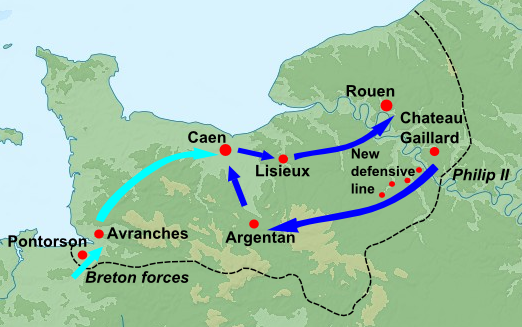
La exitosa invasión de Felipe II en Normandía en 1204; las flechas azules indican el movimiento de las fuerzas de Felipe II y en azul claro los aliados bretones del rey francés.

A finales de 1203, Juan intentó liberar el castillo Gaillard que, aunque era asediado por Felipe II, protegía el flanco oriental de Normandía. Trató de lanzar una operación sincronizada que involucraba fuerzas terrestres y marítimas, considerada por la mayoría de los historiadores modernos como imaginativa en su concepción, pero demasiado compleja para que tropas de esa época la pudiesen haber llevado a cabo. La operación de ayuda fue bloqueada por las fuerzas francesas, por lo que el rey inglés regresó a Bretaña en un intento de alejar al monarca francés del este de Normandía. Juan devastó con éxito gran parte de Bretaña, pero no desvió el avance principal de Felipe II hacia el este de Normandía. Las opiniones varían entre los historiadores en cuanto a la habilidad militar mostrada por el rey inglés durante esta campaña y los investigadores más recientes argumentan que su actuación fue aceptable, aunque no impresionante. La situación de Juan comenzó a deteriorarse rápidamente. La región fronteriza del este de Normandía dio su apoyo a Felipe II y sus predecesores durante varios años, mientras que la autoridad angevina en el sur estaba debilitada por el hecho de que Ricardo I había regalado varios castillos importantes algunos años antes. Su uso de mercenarios rutinarios en las regiones centrales también había consumido rápidamente el apoyo restante en esta área, lo que preparó el escenario para un repentino colapso del poder angevino. Juan cruzó al otro lado del canal de la Mancha en diciembre y envió órdenes para el establecimiento de una nueva línea defensiva al oeste del castillo Gaillard, pero esta fortaleza cayó en marzo de 1204. Su madre Leonor murió al mes siguiente. Esto no solo era un golpe personal para Juan, sino que amenazó con desenmarañar las grandes alianzas angevinas en el sur de Francia. Felipe II se trasladó al sur, rodeó la nueva línea defensiva y se adentró en el interior del ducado, enfrentando poca resistencia. Para agosto, Felipe II había tomado Normandía y avanzado hacia el sur para ocupar Anjou y Poitou. A partir de ese momento, el único territorio continental en manos inglesas era el Ducado de Aquitania.

## Gobierno

### Realeza y administración real

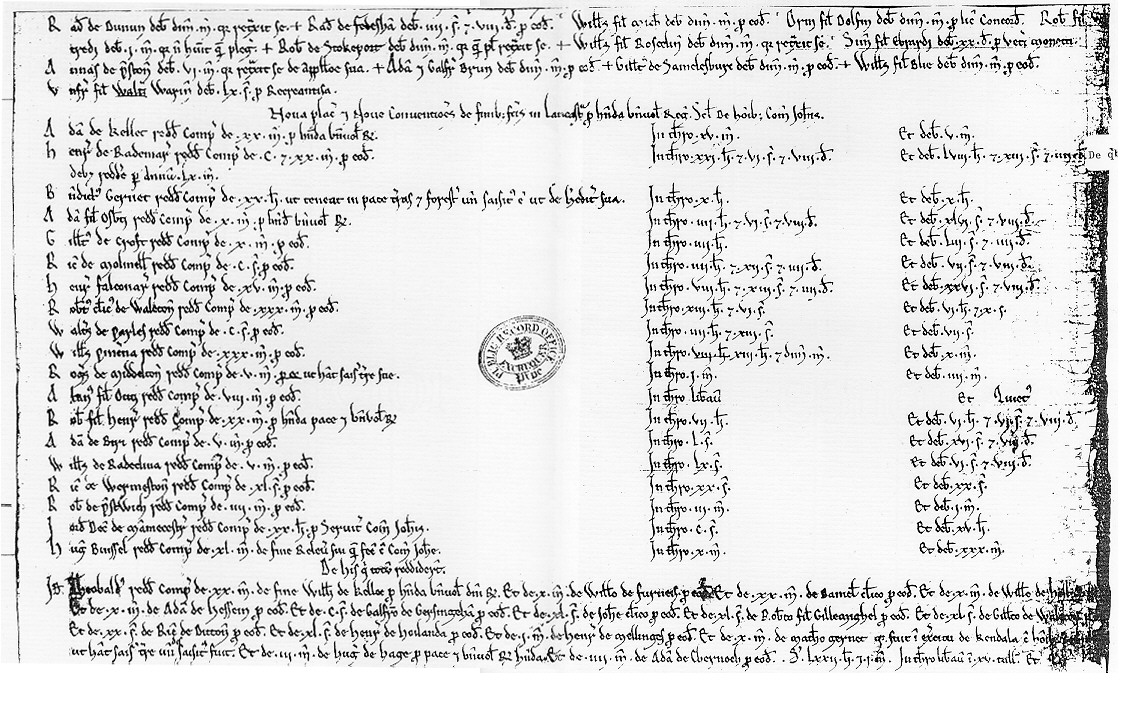
Los rollos de registros eran parte del sistema cada vez más sofisticado de gobierno real durante el.

La naturaleza del gobierno durante los monarcas angevinos ha sido pobremente definida y sigue siendo incierta. Los predecesores de Juan habían gobernado usando el principio de vis et voluntas («fuerza y voluntad»), según el cual podían tomar decisiones ejecutivas y en ocasiones arbitrarias, con frecuencia justificadas sobre la base de que el rey estaba por encima de la ley. Tanto Enrique II como Ricardo I habían argumentado que los monarcas poseían la cualidad de «majestad divina»; Juan continuó esta tendencia y reclamó un «estatus casi imperial» para sí mismo como gobernante. Durante el siglo XII, se expresaron opiniones contrarias sobre la naturaleza de la monarquía y muchos cronistas contemporáneos creían que los soberanos debían gobernar de acuerdo con la costumbre y la ley y seguir el consejo de los principales nobles del reino. Todavía no existía un modelo de lo que debería suceder si un rey se negara a hacerlo. A pesar de su pretensión de tener una autoridad única dentro de Inglaterra, Juan algunas veces justificaba sus acciones sobre la base de que había celebrado un concilio con los barones. Los historiadores modernos siguen divididos en cuanto a si él sufrió un caso de «esquizofrenia real» a su llegada al trono o si sus acciones simplemente reflejaban el modelo complejo de la monarquía angevina de principios del siglo XIII.
Juan heredó un sofisticado sistema administrativo en Inglaterra, con una variedad de agentes que respondían a la casa real: la cancillería guardaba registros escritos y comunicaciones; el tesoro y el fisco se ocupaban de los ingresos y los gastos, respectivamente; se desplegaron varios jueces para impartir justicia en el reino. Gracias a los esfuerzos de consejeros como Hubert Walter, esta tendencia hacia una mejor conservación de registros continuó en el reinado de Juan. Al igual que los reyes anteriores, manejó una corte peripatética o constantemente itinerante, que viajaba por el reino y trataba asuntos tanto locales como nacionales a medida que avanzaba. Juan era muy activo en la administración de Inglaterra y participó en cada aspecto del gobierno. En parte seguía la tradición de Enrique I y Enrique II, pero en el siglo XIII el volumen de trabajo administrativo había aumentado enormemente, lo que ejercía mucha más presión sobre un rey que deseaba gobernar con este estilo. Juan estuvo en Inglaterra por períodos mucho más largos que sus predecesores, lo que hizo que su gobierno fuera más personal que el de reyes anteriores, particularmente en áreas previamente ignoradas como la frontera angloescocesa.
La administración de justicia era de especial importancia para él. Se habían introducido al ordenamiento inglés varios procesos nuevos durante el reinado de Enrique II, como la audiencia de novel disseisin —para recuperar tierras de cuyo titular había sido usurpado o desposeído— y mort d'ancestor —cuando un individuo afirmaba que el demandado había tomado una de sus propiedades absolutas después de la muerte de uno de sus parientes—. Estos procesos implicaban que los tribunales reales tuvieran un papel más significativo en los casos jurídicos locales, que anteriormente solo habían sido tratados por lores regionales o locales. Juan aumentó la profesionalidad de los sargentos y gobernadores civiles locales y amplió el sistema de médicos forenses introducido por Hubert Walter en 1194, lo que creó una nueva clase de forenses de municipio. Trabajó arduamente para garantizar que este sistema funcionase con los jueces que había designado, para lo que fomentó los servicios de especialistas y expertos legales; también intervino personalmente en algunos casos. Juan continuó revisando casos relativamente menores incluso durante crisis militares. Visto positivamente, Lewis Warren consideró que cumplió «su deber real de proporcionar justicia [...] con un celo y una dedicación incansable al common law anglosajón». Visto de manera más crítica, el rey inglés pudo haber estado motivado en aprovecharse del proceso legal real para aumentar las tasas en lugar del deseo de impartir simple justicia; el sistema legal de Juan se aplicaba solo a hombres libres, no a toda la población. Sin embargo, estos cambios fueron populares entre muchos arrendatarios libres, quienes adquirieron un sistema legal más confiable que podía eludir a los barones, contra quienes frecuentemente se presentaban tales casos. Las reformas de Juan fueron menos populares entre los barones, especialmente porque permanecieron sujetos a una justicia real arbitraria y frecuentemente vengativa.

### Economía

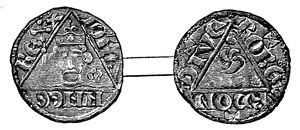
Un penique de plata del reinado de Juan, entre los primeros en aparecer en Dublín.

Uno de sus principales desafíos era adquirir grandes sumas de dinero necesarias para sus propuestas de reconquista de Normandía. Los reyes angevinos tenían tres fuentes principales de ingresos disponibles, a saber, los ingresos de sus tierras personales (dominios), el dinero recaudado a través de sus derechos como señor feudal y los ingresos de la tributación. Los ingresos provenientes del dominio real eran inflexibles y habían disminuido lentamente desde la conquista normanda. No aliviaron la carga la venta de muchas propiedades reales de Ricardo I en 1189, por lo que los impuestos jugaron un papel mucho menor en el ingreso real que en siglos posteriores. Los reyes ingleses tenían amplios derechos feudales con lo que podían generar más ingresos, como el sistema de escudaje, en el que el servicio militar feudal se evitaba mediante un pago en efectivo al rey. Se obtuvieron ingresos de las multas, tasas judiciales y venta de cartas y otros privilegios. Juan intensificó sus esfuerzos por maximizar las fuentes posibles de ingresos, en la medida en que ha sido descrito posteriormente como «avaro, mezquino, extorsivo y con mentalidad monetaria». También usó la generación de ingresos como una forma de ejercer control político sobre los barones: se podrían perdonar las deudas contraídas por los partidarios favorecidos del rey, mientras que la recaudación de los considerados enemigos se hizo más estricta.
El resultado fue una secuencia de medidas financieras innovadoras pero impopulares. Juan impuso cobros de escudaje once veces en sus diecisiete años como rey, en comparación con las once veces en total durante el reinado de los tres monarcas precedentes. En muchos casos, estos eran recaudados en ausencia de una campaña militar real, lo que iba en contra de la idea original de que el escudaje era una alternativa al verdadero servicio militar. Se valió de su derecho de exigir honorarios de liberación cuando se repartían las herencias y los castillos, a veces cobrando enormes sumas más allá de la capacidad de pago de los barones. Sobre la base de la exitosa venta de nombramientos de gobernadores civiles en 1194, inició una nueva ronda de designaciones; de esta manera, los nuevos titulares recuperarían su inversión mediante mayores multas y sanciones, especialmente en los bosques. Otra innovación de Ricardo I —el aumento de las tarifas a viudas que deseaban permanecer solteras— se expandió durante el reinado de su hermano. Continuó la venta de cartas fundacionales para nuevas ciudades —como la ciudad planificada de Liverpool—, que eran expendidas por los mercados del reino y en Gascuña. El rey introdujo nuevos impuestos y extendió los ya existentes. Los judíos, que tenían una situación vulnerable en la Inglaterra medieval, estaban bajo la protección del rey, quien les cobraba cuantiosos impuestos; se extrajeron alrededor de 44 000 libras de esa comunidad en la tallación de 1210, aunque gran parte de esta pasó a los deudores cristianos de prestamistas judíos. Juan introdujo un nuevo impuesto sobre la renta y los bienes muebles en 1207 —en realidad, una versión antigua de un impuesto sobre la renta moderno— que producía 60 000 libras; creó un nuevo conjunto de derechos de importación y exportación percibidos directamente por la Corona. Encontró que estas medidas le permitían recaudar más recursos mediante la confiscación de tierras de los barones que no podían pagar o rehusaban hacerlo.
Al comienzo de su reinado hubo un cambio repentino en los precios, ya que las malas cosechas y la gran demanda de alimentos resultaban en precios mucho más altos de los cereales y animales. Esta presión inflacionaria continuó durante el resto del siglo XIII y tuvo consecuencias económicas a largo plazo en Inglaterra. Las presiones sociales resultantes se complicaron por las explosiones deflacionarias que provocaron las campañas militares del rey inglés. Era habitual en ese momento que el rey recaudara impuestos en plata, que luego fundía en monedas nuevas; estas monedas luego se guardaban en barriles y eran enviadas a los castillos reales, para ser utilizadas en el contrato de mercenarios o para cubrir otros gastos. Por ejemplo, en aquellos momentos en los que Juan se preparaba para las campañas en Normandía se tuvieron que retirar grandes cantidades de plata de la economía y almacenarlas durante meses, lo que provocaba involuntariamente períodos en los que las monedas de plata eran simplemente difíciles de conseguir, el crédito comercial dificultaba las compras y la presión deflacionaria dañaba la economía. Los resultados fueron disturbios políticos. Juan intentó abordar algunos de los problemas con la moneda inglesa en 1204 y 1205, al llevar a cabo una reforma radical de la acuñación, lo que mejoró su calidad y consistencia.

### Casa real eira et malevolentia

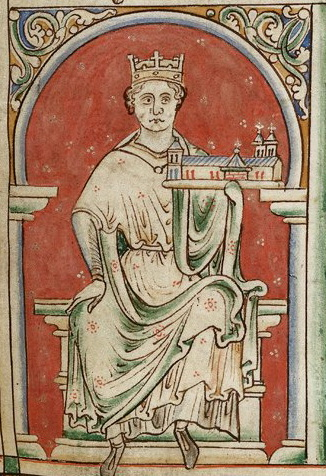
Ataviado con sus vestiduras reales en una miniatura de Historia Anglorum por Mateo de París (c.).

Su casa real comprendía varios grupos de seguidores. Un grupo eran los familiares regis, los amigos inmediatos de Juan y los caballeros que viajaban con él. También desempeñaron un papel importante en la organización y dirección de campañas militares. Otra sección de seguidores reales era la curia regis; estos curiales eran los altos funcionarios y agentes del rey, esenciales para su gobierno cotidiano. Ser miembro de estos círculos internos traía muchas ventajas, ya que era más fácil obtener favores del rey, presentar demandas, casarse con una rica heredera o recibir perdón de las deudas. En la época de Enrique II, estos cargos eran ocupados por «hombres nuevos» en lugar de los rangos habituales de barones. Esto se intensificó bajo el gobierno de Juan, con muchos nobles menores que llegaban del continente para tomar posiciones en la corte; muchos eran líderes mercenarios de Poitou. Entre estos hombres había soldados que llegarían a ser infames en Inglaterra por su comportamiento incivilizado, como Falkes de Breauté, Geard d'Athies, Engelard de Cigongé y Philip Marc. Según Ralph Turner, muchos barones percibían a la casa del rey como una «camarilla estrecha que gozaba del favor real a costa de los barones» y atendida por hombres de menor estatus.
Esta tendencia del rey inglés a confiar en sus propios hombres, a expensas de los barones de mayor antigüedad, se vio exacerbada por la tradición de ira et malevolentia («ira y malevolencia») de los monarcas angevinos y la propia personalidad de Juan. Desde Enrique II en adelante, la ira et malevolentia llegó a describir el derecho del rey a expresar su enojo y desagrado ante ciertos barones o clérigos, basándose en el concepto normando de malevoncia o «mala voluntad real». En el período normando, sufrir la mala voluntad del rey significaba dificultades para obtener concesiones, honores o peticiones; Enrique II había expresado infamemente su furia y mala voluntad contra Tomás Becket, lo que finalmente resultó en la muerte de este último. Juan ya tenía la capacidad adicional de «paralizar a sus vasallos» en una escala significativa utilizando las nuevas medidas económicas y judiciales, lo que hacía que la amenaza de ira real fuese aún más grave.
Sospechaba profundamente de los barones, particularmente aquellos con suficiente poder y riqueza como para desafiarle. Numerosos barones fueron sometidos a la malevolencia del rey, como William Marshal, famoso caballero y barón habitualmente considerado como modelo de lealtad absoluta. El caso más indigno —que fue más allá de lo que se consideraba aceptable en ese momento— fue el de William de Braose, un poderoso marcher lord con tierras en Irlanda. De Braose fue sometido a demandas punitivas de dinero y, cuando rehusó pagar una gran suma de 40 000 marcos —equivalente a 26 666 libras en ese momento—, su esposa y uno de sus hijos fueron encarcelados por el rey inglés, lo que resultó en sus muertes. De Braose falleció en el exilio en 1211 y sus nietos permanecieron en prisión hasta 1218. Las sospechas y los celos de Juan demostraron que raramente disfrutaba de buenas relaciones incluso con los principales barones leales.

### Vida personal
La vida personal de Juan afectó en gran medida su reinado. Los cronistas contemporáneos afirmaban que era pecaminosamente lujurioso y carente de piedad. Era común que los reyes y nobles de la época tuvieran amantes, pero los cronistas se quejaban de que las amantes de Juan eran nobles casadas, lo que se consideraba inaceptable. Tuvo al menos cinco hijos con tales amantes durante su primer matrimonio con Isabel de Gloucester y dos de esas amantes eran mujeres nobles. No obstante, el comportamiento de Juan después de su segundo matrimonio con Isabel de Angulema es menos claro. Ninguno de sus hijos ilegítimos conocidos nació después de que se volvió a casar y, a partir de ese momento, no existen pruebas documentales reales de adulterio, aunque Juan ciertamente tuvo amigas en la corte durante el resto de su reinado. En la actualidad, las acusaciones específicas en su contra formuladas durante las revueltas de los barones se consideran inventadas y con el propósito de justificar la sublevación; sin embargo, la mayoría de los contemporáneos del rey inglés aparentemente tuvieron una opinión negativa de su comportamiento sexual.

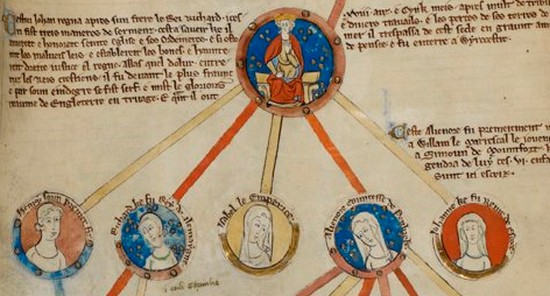
Ilustración del de Juan y sus hijos legítimos: Enrique, Ricardo, Isabel, Leonor y Juana.

El carácter de su segundo matrimonio con Isabel de Angulema es incierto. El rey inglés se casó con ella cuando era relativamente joven: su fecha exacta de nacimiento es desconocida y las estimaciones la sitúan entre quince años y, más probablemente, hacia los nueve años de edad en el momento del matrimonio; incluso para los estándares de la época, Isabel estaba casada a una edad muy joven. Juan no proporcionó una gran suma de dinero a la familia de su esposa y no transfirió parte de los ingresos de sus tierras, en un comportamiento que el historiador Nicholas Vincent describió como «francamente mezquino» con Isabel; también concluyó que la pareja no era particularmente «amistosa». Otros aspectos de su matrimonio sugerirían una relación más cercana y positiva. Los cronistas registraron que Juan tenía un «loco amor ciego» hacia Isabel y que mantuvo relaciones conyugales con ella entre 1207 y 1215 aproximadamente; tuvieron cinco hijos. En contraste con Vincent, el historiador William Chester Jordan dedujo que ambos formaban una «pareja amistosa» y que tuvieron un matrimonio exitoso según los estándares del momento.
La falta de convicción religiosa de Juan ya había sido notada por cronistas contemporáneos e historiadores posteriores, con algunos sospechando que era, en el mejor de los casos, impío o hasta ateo, un asunto serio en aquella época. Los cronistas contemporáneos catalogaron extensamente sus diversos hábitos antirreligiosos, como su falta de comunión, los comentarios blasfemos y las bromas ingeniosas pero escandalosas sobre la doctrina de la Iglesia católica –entre estas, bromas sobre la inverosimilitud de la Resurrección–. También comentaron sobre la falta de donaciones caritativas a la Iglesia. El historiador Frank McLynn argumentó que los primeros años del rey inglés en Fontevrault, en combinación con su educación relativamente avanzada, pudieron haberlo apartado de la Iglesia. Otros historiadores han sido más cautelosos al interpretar este material y señalaron que los cronistas también informaron sobre el interés personal de Juan en la vida de Wulfstan de Worcester y su amistad con varios clérigos de alto rango, especialmente Hugo de Lincoln, quien más tarde fue declarado santo. Los registros financieros de una familia real normal indican participaba en las festividades habituales y celebraciones piadosas, si bien en muchos registros se demuestran las ofrendas de Juan a los pobres para expiar las reglas rutinarias y orientaciones de la Iglesia católica. El historiador Lewis Warren opinó que los relatos de los cronistas eran objeto de considerables prejuicios y que el rey inglés era, «al menos, convencionalmente devoto» y citó sus peregrinaciones e interés en las escrituras y los comentarios religiosos.

## Últimos años

### Política continental

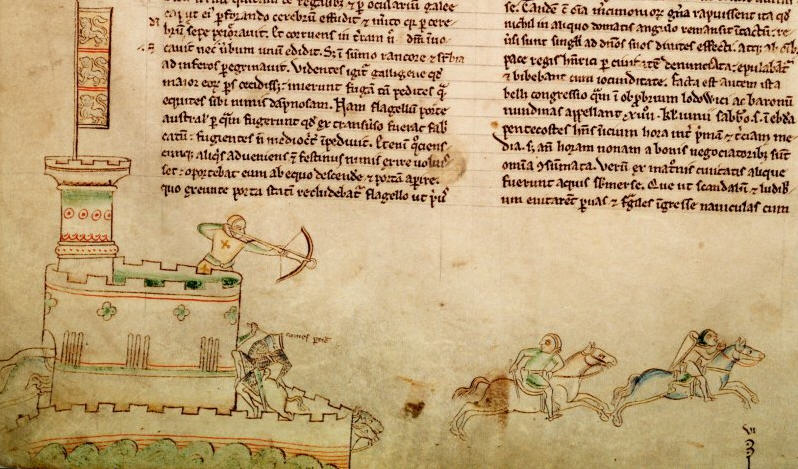
Dibujo de Mateo de París de principios del que muestra la guerra contemporánea, como el uso de castillos, ballesteros y caballeros montados.

Durante el resto de su reinado se centró en recuperar Normandía. La evidencia disponible sugiere que Juan no consideró la pérdida del ducado como un cambio permanente en el poder de los Capetos. Estratégicamente, enfrentó varios desafíos: Inglaterra tenía que asegurarse contra una posible invasión francesa, las rutas marítimas a Burdeos tenían que reforzarse después de la pérdida de la ruta terrestre a Aquitania y sus posesiones restantes en esta última debían protegerse después de la muerte de su madre Leonor en abril de 1204. Su plan preferido era emplear Poitou como base de operaciones, avanzar por el valle del Loira para amenazar París, detener a las fuerzas francesas y romper las líneas internas de comunicación de Felipe II antes de desembarcar una fuerza marítima en el ducado. Idealmente, este plan se beneficiaría con la apertura de un segundo frente en las fronteras orientales de Felipe II con Flandes y Boulogne, una recreación de la vieja estrategia de Ricardo I de ejercer presión desde Alemania. Todo esto requeriría una gran cantidad de dinero y soldados.
Pasó gran parte de 1205 asegurando Inglaterra contra una potencial invasión francesa. Como medida de emergencia, recreó una versión del Assize of Arms de 1181 de Enrique II, con cada condado creando una estructura para movilizar levas locales. Cuando la amenaza de la invasión se desvaneció, Juan reunió una gran fuerza militar en Inglaterra destinada a Poitou y una flota con soldados bajo su propio mando destinados a Normandía. Para lograr esto, reformó la contribución feudal inglesa a sus campañas, creó un sistema más flexible bajo el cual solo un caballero de cada diez sería movilizado, pero sería apoyado financieramente por los otros nueve; los caballeros servirían por un período indefinido. Creó un equipo de ingenieros para la guerra de asedio y una fuerza considerable de ballesteros profesionales. El rey era apoyado por un grupo de destacados barones con experiencia militar, como William Longespée, William Marshal, Roger de Lacy y, hasta su caída en desgracia, el marcher lord William de Braose.
Juan ya había empezado a preparar las tropas en el Canal antes de la pérdida de Normandía y rápidamente desarrolló más capacidades marítimas después de su colapso. La mayoría de estos barcos se ubicaban a lo largo de la Alianza de los Cinco Puertos, pero Portsmouth también fue ampliado. A fines de 1204 tenía disponibles alrededor de cincuenta galeras grandes y se construyeron otros cincuenta y cuatro buques entre 1209 y 1212. William de Wrotham fue nombrado «guardián de las galeras», efectivamente el principal almirante de Juan. Wrotham era responsable de coordinar las galeras del rey, las naves de los Cinco Puertos y forzó a los buques mercantes en una sola flota operativa. Juan adoptó mejoras recientes en el diseño de barcos, como nuevos buques de transporte grandes denominados buisses y castillos de proa desprendibles para su uso en combate.

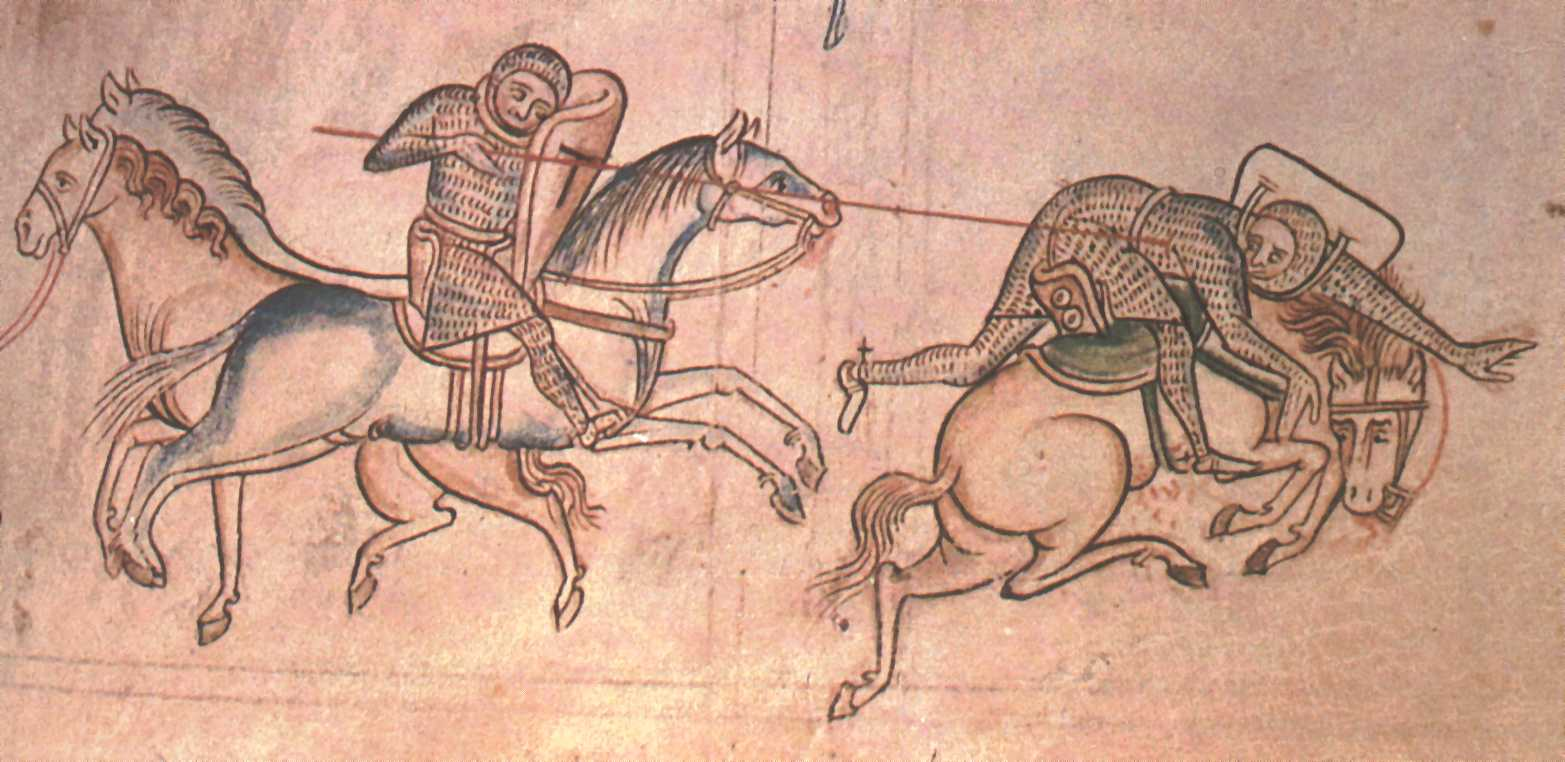
William Marshal (a la izquierda), uno de los líderes militares más veteranos de Juan.

Los disturbios de los barones en Inglaterra impidieron la salida de la expedición planificada para 1205 y solo una fuerza más pequeña al mando de William Longespée se desplegó en Poitou. En 1206, Juan partió hacia Poitou, pero se vio obligado a desviarse hacia el sur para contrarrestar una amenaza en Gascuña por parte de Alfonso VIII de Castilla. Después de una exitosa campaña contra el monarca castellano, se dirigió al norte nuevamente y tomó la ciudad de Angers. Felipe II se desplazó al sur para encontrarse con Juan; la campaña de ese año terminó en punto muerto y se estableció una tregua de dos años entre los dos soberanos.
Durante la tregua de 1206-1208, Juan se concentró en aumentar sus recursos financieros y militares en preparación para otro intento de reconquistar Normandía. Utilizó parte de este dinero para comprar nuevas alianzas en las fronteras orientales de Felipe II, donde el crecimiento del poder de los Capetos comenzaba a afectar a los vecinos de Francia. En 1212, había cerrado exitosamente alianzas con su sobrino Otón IV, un aspirante a emperador en Alemania, así como con los condes Renaud de Boulogne y Fernando de Flandes. Sus planes de invasión para 1212 se pospusieron debido a nuevos disturbios de barones ingleses sobre el servicio militar en Poitou. Felipe II tomó la iniciativa en 1213 y envió al príncipe Luis, su hijo mayor, a ocupar Flandes con la intención de lanzar una invasión a Inglaterra. Juan se vio forzado a posponer sus propios planes de invasión para contrarrestar esta amenaza. Lanzó su nueva flota para atacar a los franceses en el puerto de Damme. El ataque fue un éxito, ya que destruyó las naves de Felipe II y las posibilidades de una invasión de Inglaterra ese año. Juan esperaba explotar esta ventaja al invadirse a fines de 1213, pero el descontento de los barones volvió a demorar sus planes de invasión hasta principios de 1214, en lo que fue su última campaña continental.

### Escocia, Irlanda y Gales

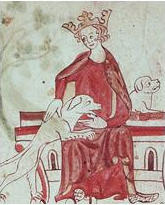
Juan con dos perros de caza (representación del).

A fines del siglo XII y principios del XIII, estalló la disputa en la frontera y se recrudecieron las relaciones políticas entre Inglaterra y Escocia; los reyes de Escocia reclamaban regiones de lo que ahora es el norte de Inglaterra. El padre de Juan, Enrique II, había obligado a Guillermo I de Escocia a jurarle lealtad en el Tratado de Falaise en 1174. Esto había sido rescindido por Ricardo I a cambio de una compensación financiera en 1189, pero la relación seguía siendo incómoda. Juan comenzó su reinado reafirmando su soberanía sobre los disputados condados del norte y rechazó la solicitud de Guillermo I sobre el condado de Northumbria, pero no intervino en Escocia y se centró en problemas continentales. Ambos reyes mantuvieron una relación amistosa, encontrándose en 1206 y 1207, hasta que en 1209 se rumoreó que Guillermo I intentaba aliarse con Felipe II de Francia. Juan invadió Escocia y obligó al rey escocés a firmar el Tratado de Norham, que daba al rey inglés el control de sus hijas y exigió un pago de 10 000 libras. Esto efectivamente paralizó el poder de Guillermo I en el norte de la frontera y, en 1212, Juan tuvo que intervenir militarmente para apoyar al rey escocés contra sus rivales internos. Sin embargo, el rey inglés no hizo ningún esfuerzo para revitalizar el Tratado de Falaise y tanto Guillermo I como Alejandro II se mantuvieron como reyes independientes, con el apoyo de Juan, sin deberle lealtad.
El rey inglés retuvo el título de señor de Irlanda durante su reinado. Recurrió a ese país en busca de recursos para luchar en su guerra contra Felipe II en el continente. El conflicto continuó en Irlanda entre los colonos anglonormandos y los jefes indígenas irlandeses, con Juan manipulando ambos grupos para expandir su riqueza y poder en el país. Durante el reinado de su hermano, había expandido con éxito el tamaño de sus tierras en Irlanda y continuó con esta política después de ascender al trono. En 1210, el rey llegó a Irlanda con un gran ejército que aplastó la rebelión de los lores anglonormandos, reafirmó el control del país y utilizó una nueva carta para ordenar el cumplimiento de las leyes y costumbres inglesas en Irlanda. No trató de aplicar activamente esta carta sobre los reinos nativos irlandeses, pero el historiador David Carpenter sospechó que pudo haberlo hecho de no haber intervenido el conflicto de los barones en Inglaterra. Se mantuvieron tensiones a fuego lento con los líderes irlandeses nativos incluso después de que Juan regresara a Inglaterra.
El dominio real en Gales se aplicaba de manera desigual, con el país dividido entre los marcher lord a lo largo de las fronteras, los territorios reales en Pembrokeshire y los lores galeses nativos más independientes en el norte de Gales. Juan se interesó mucho en Gales, tanto que se documentó, visitaba el territorio cada año entre 1204 y 1211 y casó a su hija ilegítima Joan con el príncipe galés Llywelyn ap Iorwerth. El rey inglés usó a los marcher lord y galeses nativos para aumentar su propio territorio y poder, ya que alcanzó una secuencia de acuerdos cada vez más determinantes, con el respaldado del poder militar real y los gobernantes galeses. Ocurrió una importante expedición real para hacer cumplir estos acuerdos en 1211, después de que Llywelyn intentó explotar la inestabilidad causada por la destitución de William de Braose, mediante la sublevación galesa de 1211. Juan respondió con una exitosa invasión militar, en la que atacó el interior de Gales. Llywelyn llegó a un acuerdo que incluía una expansión del poder del rey inglés en gran parte del territorio, aunque solo de forma temporal.

### Disputa con el papa

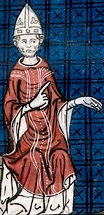
El papa Inocencio III lo excomulgó en 1209.

Cuando el arzobispo de Canterbury, Hubert Walter, murió el 13 de julio de 1205, Juan se vio involucrado en una disputa con el papa Inocencio III que conduciría a su excomunión. Los reyes normandos y angevinos habían ejercido tradicionalmente un gran poder sobre la Iglesia dentro de sus territorios. Sin embargo, a partir de los años 1040, los sucesivos papas presentaron un mensaje de reforma que enfatizaba la importancia de que la Iglesia «se gobierne de manera más coherente y jerárquica desde el centro» y establecieron «su propia esfera de autoridad y jurisdicción, separada e independiente de la del gobernante laico», en palabras del historiador Richard Huscroft. Después de los años 1140, estos principios habían sido ampliamente aceptados dentro de la Iglesia católica en Inglaterra, aunque con un elemento de preocupación sobre la centralización de la autoridad en Roma. Estos cambios pusieron en tela de juicio los derechos consuetudinarios de los jefes laicos como Juan sobre los nombramientos eclesiásticos. Según el historiador Ralph Turner, el papa Inocencio III era un líder religioso «ambicioso y agresivo», insistente en sus derechos y responsabilidades dentro de la Iglesia católica.
Juan quería que John de Gray, obispo de Norwich y uno de sus seguidores, fuera nombrado arzobispo de Canterbury después de la muerte de Walter, pero el cabildo de la catedral de Canterbury reclamaba el derecho exclusivo de elegir al sucesor de Walter y favorecieron a Reginald, subprior del cabildo. Para complicar las cosas, los obispos de la provincia de Canterbury también reclamaron el derecho de nombrar al próximo arzobispo. El cabildo eligió secretamente a Reginald y viajó a Roma para la confirmación; los obispos desafiaron el nombramiento y el asunto fue llevado ante Inocencio III. Juan obligó al cabildo de Canterbury a cambiar su apoyo a John de Gray y se envió un mensajero a Roma para informar al papado de la nueva decisión. Inocencio III desautorizó tanto a Reginald como a John de Gray y, en cambio, nombró a su propio candidato, Stephen Langton. Juan rechazó la petición de Inocencio III de que aceptara el nombramiento de Langton, pero el romano pontífice consagró a Langton de todos modos en junio de 1207.
El rey inglés estaba indignado por lo que percibía como una abrogación de su derecho consuetudinario como monarca para influir en las elecciones. Se quejaba sobre la elección de Langton como individuo —ya que sentía que estaba demasiado influenciado por la corte capeta en París— y sobre el proceso en su conjunto. Prohibió el ingreso de Langton a Inglaterra y se apoderó de las tierras del arzobispado y otras posesiones papales. Inocencio III estableció una comisión para tratar de convencer a Juan de cambiar de opinión, pero fue en vano. Después, Inocencio III impuso un entredicho sobre Inglaterra en marzo de 1208, en el que prohibía al clero realizar servicios religiosos, con la excepción de los bautizos para los jóvenes y confesiones y absoluciones para los moribundos.

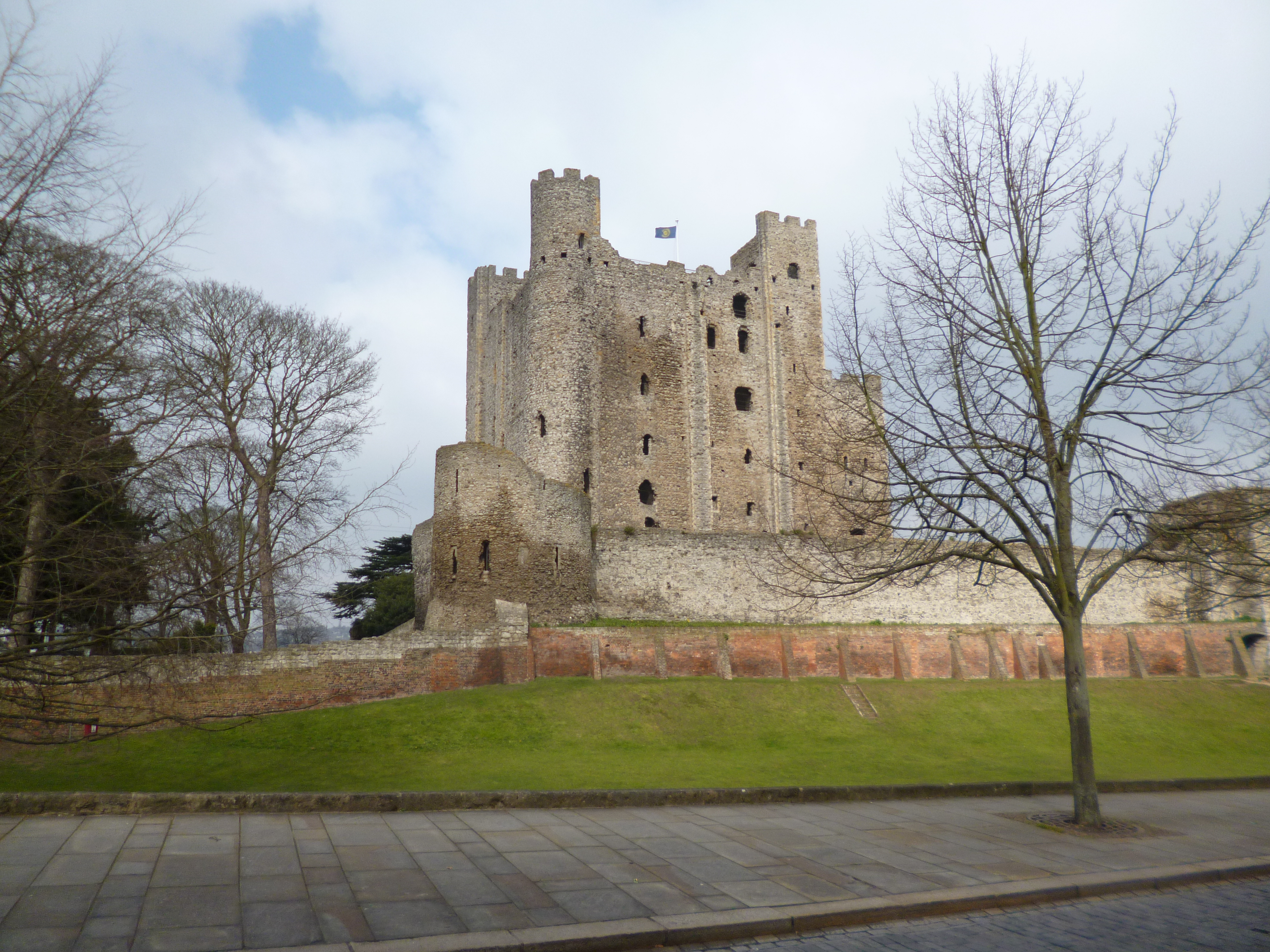
El castillo de Rochester era una de las muchas propiedades del controvertido arzobispado de Canterbury y una importante fortificación en los últimos años de su reinado.

Juan consideró al entredicho «el equivalente de una declaración de guerra papal» y respondió intentando castigar a Inocencio III personalmente y abrir una brecha entre los clérigos ingleses que podrían apoyarlo y aquellos que se aliaban firmemente con las autoridades de Roma. Se apoderó de las tierras de clérigos que no estaban dispuestos a llevar a cabo los servicios religiosos, así como aquellas propiedades vinculadas al propio Inocencio III; arrestó a las concubinas ilícitas que muchos clérigos conservaban durante esa época y solo las liberó después del pago de multas; tomó las tierras de los miembros de la Iglesia que habían huido de Inglaterra y prometió protección para los clérigos dispuestos a permanecer leales a él. En muchos casos, las instituciones negociaron por separado condiciones para administrar sus propias propiedades y conservar los productos de estas. Para 1209 la situación no mostraba signos de solución e Inocencio III amenazó con excomulgar a Juan si no aceptaba el nombramiento de Langton. Cuando esta amenaza falló, el papa excomulgó al rey inglés en noviembre de 1209. Aunque teóricamente fue un golpe significativo para la legitimidad de Juan, esto no pareció preocuparle. Dos de sus aliados cercanos —el emperador teutón Otón IV y el conde Raimundo VI de Tolosa— ya habían sufrido el mismo castigo y la importancia de la excomunión había sido, en cierto modo, devaluada. Juan simplemente apretó sus medidas y acumuló sumas significativas de los ingresos de las sedes y abadías vacantes: por ejemplo, una estimación de 1213 sugirió que la Iglesia había perdido un estimado de 100 000 marcos (equivalentes a 66 666 libras en ese momento) en pagos a la Corona. Las cifras oficiales sugieren que Juan se apropió de alrededor del 14 % de los ingresos anuales de la Iglesia en Inglaterra.
Inocencio III dio algunas dispensas a medida que avanzaba la crisis. Se permitió a las comunidades monásticas celebrar la misa en privado desde 1209 en adelante y, a finales de 1212, se autorizó el viático para los moribundos. Las reglas sobre los entierros y el acceso de los laicos a las iglesias fueron aparentemente eludidas constantemente, al menos extraoficialmente. Aunque el entredicho era una carga para gran parte de la población, no resultó en una rebelión contra Juan. Sin embargo, en 1213 el rey inglés estaba cada vez más preocupado por una inminente invasión francesa. Algunos cronistas contemporáneos indicaron que, en enero de ese año, Felipe II de Francia había sido acusado de intentar deponer a Juan en nombre del papado. Estas fuentes también sugirieron que Inocencio III tenía preparadas cartas secretas en caso de que necesitase tomar el crédito si Felipe II lograba invadir Inglaterra.
Debido a la creciente presión política, Juan finalmente negoció los términos para una reconciliación y, en mayo de 1213, aceptó las condiciones papales para el acatamiento en presencia del legado papal Pandulf Verraccio en la iglesia templaria de Dover. Como parte del trato, Juan ofreció someter el Reino de Inglaterra al papado con un servicio feudal anual de 1000 marcos (equivalente a 666 libras en ese momento): 700 marcos (466 libras) de Inglaterra y 300 marcos (200 libras) de Irlanda, así como recompensar a la Iglesia por los ingresos perdidos durante la crisis. El acuerdo se formalizó en la Bulla Aurea, que produjo reacciones diversas. Aunque algunos cronistas consideraron que Juan había sido humillado por la sucesión de eventos, hubo poca reacción pública. Inocencio III se benefició de la solución de un problema de larga data, pero el rey inglés probablemente ganó más, ya que el papa se convirtió en su firme defensor por el resto del reinado y le apoyó en asuntos de política tanto nacional como continental. Inocencio III inmediatamente se volvió contra Felipe II, porque le solicitó que rechazara los planes de invadir Inglaterra y exigió la paz. Juan pagó parte del dinero de la compensación que había prometido a la Iglesia, pero suspendió los pagos a fines de 1214 y no depositó las dos terceras partes de la suma; aparentemente Inocencio III omitió a conveniencia esta deuda por el bien de una relación más duradera.

## Derrota en Francia y la primera guerra de los Barones

### Tensiones y descontento

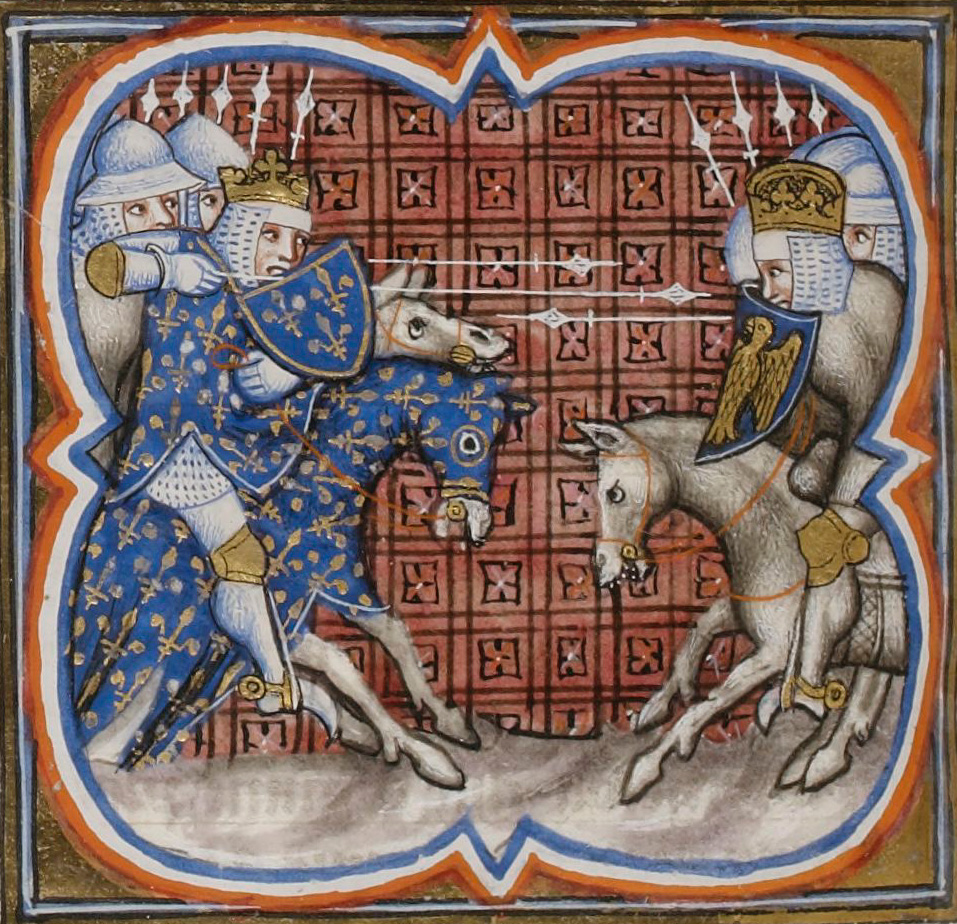
La victoria francesa en la batalla de Bouvines condenó el plan de Juan de retomar Normandía en 1214 y propició la primera guerra de los Barones.

Las tensiones con los barones habían crecido durante varios años, como lo demuestra la revuelta de 1212 contra el rey inglés. Muchos de los barones descontentos eran del norte de Inglaterra; esa facción con frecuencia era etiquetada por contemporáneos e historiadores como «los norteños» (the Northerners). Los barones del norte rara vez tenían intereses personales en el conflicto con Francia y muchos de ellos debían grandes sumas de dinero al rey; la revuelta ha sido caracterizada como «una rebelión de los deudores del rey». Muchos de los miembros del estamento militar se unieron a los rebeldes, particularmente aquellos a quienes Juan había designado para funciones administrativas en Inglaterra; sus vínculos y lealtades locales superaban la lealtad personal hacia él. También creció la tensión en el norte de Gales, donde la oposición al tratado de 1211 entre Juan y Llywelyn se estaba convirtiendo en un conflicto abierto. Para algunos, el nombramiento de Peter des Roches como justiciar fue un factor importante, ya que muchos barones lo consideraban un «extranjero desagradable». El fracaso de la campaña militar francesa en 1214 fue probablemente lo que precipitó la rebelión de los barones durante los últimos años de Juan; James Holt describió el camino a la guerra civil como «directo, breve e inevitable» después de la derrota en Bouvines.

### Fracaso de la campaña francesa de 1214
En 1214, Juan comenzó su campaña final para reclamar Normandía en manos de Felipe II. El rey inglés estaba optimista, ya que había logrado alianzas exitosas con el emperador teutón Otón IV, Renaud de Boulogne y el conde Fernando de Flandes, estaba disfrutando del favor papal y había logrado acumular fondos sustanciales para pagar el despliegue de un ejército experimentado. No obstante, cuando se dirigió a Poitou, en febrero de 1214, muchos barones rehusaron prestar el servicio militar; los caballeros mercenarios tenían que llenar los huecos. El plan era dividir las fuerzas de Felipe II avanzando desde el nordeste de Poitou hacia París, mientras que Otón IV, Renaud y Fernando, apoyados por William Longespée, marchaban hacia el sudoeste desde Flandes.
La primera parte de la campaña tuvo buenos resultados, ya que Juan superaba a las fuerzas comandadas por el príncipe Luis y, a fines de junio, retomó el condado de Anjou. Asedió el castillo de Roche-au-Moine, una fortaleza clave, lo que forzó al delfín a luchar contra el ejército más grande del rey inglés. Los nobles angevinos locales rechazaron avanzar con el rey; en desventaja, Juan se retiró a La Rochelle. Poco después, Felipe II ganó la reñida batalla de Bouvines en el norte contra Otón IV y otros aliados del monarca inglés, lo que puso fin a sus esperanzas de retomar Normandía. Se firmó un acuerdo de paz en el que Juan devolvió Anjou a Felipe II y pagó al rey francés una indemnización; la tregua tenía una duración de seis años. El rey regresó a Inglaterra en octubre.

### Tensiones antes de la guerra y Carta Magna

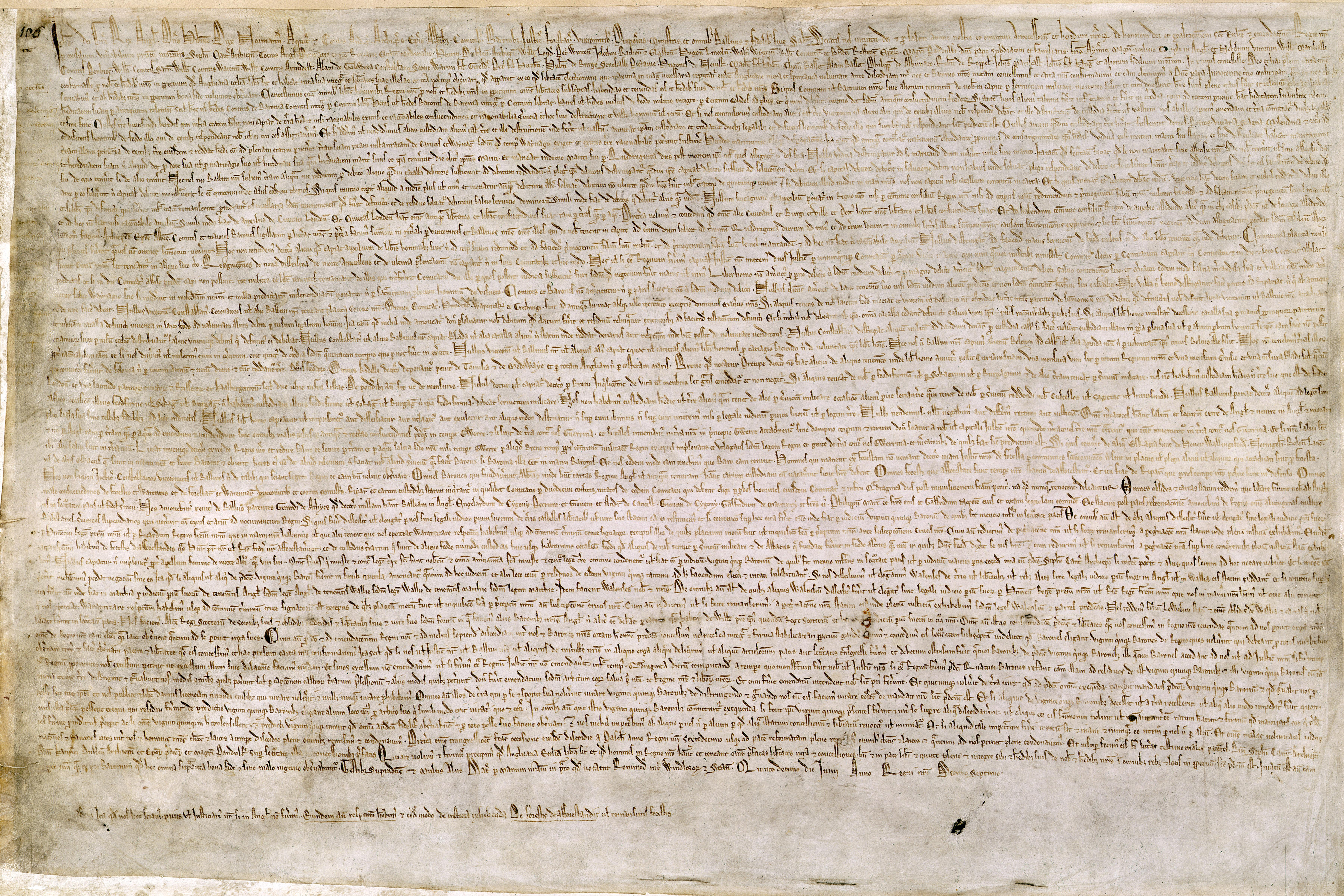
Versión original de la Carta Magna, acordada por Juan y los barones en 1215.

A los pocos meses de su retorno, los barones rebeldes en el norte y este de Inglaterra organizaron una resistencia a su gobierno. En enero de 1215, Juan celebró un concilio en Londres para discutir reformas potenciales y publicitó discusiones en Oxford entre sus agentes y los rebeldes durante la primavera. Aparentemente estaba alargando el asunto hasta que Inocencio III pudo enviar cartas que le daban apoyo papal explícito. Esto era particularmente importante para el rey inglés, pues se trataba de una forma de presionar a los barones, pero también como una forma de controlar a Stephen Langton, arzobispo de Canterbury. Mientras tanto, Juan comenzó a reclutar nuevas tropas mercenarias de Poitou, aunque algunas fueron enviadas de regreso para evitar dar la impresión de que el rey inglés estaba intensificando el conflicto. Anunció sus intenciones de convertirse en cruzado, lo que le daba protección política adicional según la ley de la Iglesia católica.
Las cartas de apoyo del papa llegaron en abril, pero para entonces los barones rebeldes se habían organizado. En mayo se congregaron en Northampton, renunciaron a sus lazos feudales con Juan y nombraron a Robert FitzWalter su líder militar. Este autoproclamado «Ejército de Dios» marchó hacia Londres y tomó la capital, Lincoln y Exeter. Los esfuerzos del rey inglés por parecer moderado y conciliador habían tenido mucho éxito, pero una vez que los rebeldes tomaron Londres atrajeron una nueva oleada de desertores de la facción realista. Juan instruyó a Langton a organizar conversaciones de paz con los barones rebeldes.
El 15 de junio de 1215, se encontró con los líderes rebeldes en el río Runnymede, cerca del castillo de Windsor. Los esfuerzos de Langton en la mediación crearon una carta que reflejaba el acuerdo de paz propuesto; más tarde, fue rebautizada como Carta Magna («Gran Carta»). Esta iba más allá de simplemente abordar quejas específicas de los barones y conformó una propuesta más amplia para la reforma política, aunque se centraba en los derechos de los hombres libres, no de los siervos ni fuerza de trabajo servil. Prometía protección de los derechos de la Iglesia, protección contra el encarcelamiento ilegal, acceso a la justicia rápida, a una nueva tributación únicamente con el consentimiento de los barones y limitaciones de los escudajes y otros pagos feudales. Se crearía un consejo de veinticinco barones para vigilar y asegurar la futura adhesión de Juan a la carta, mientras que el ejército rebelde se retiraría y Londres sería entregada al rey inglés.
Ni Juan ni los barones rebeldes trataron seriamente de implementar el acuerdo de paz. Los barones rebeldes sospechaban que el consejo de barones propuesto sería inaceptable para el rey inglés y que desafiaría la legalidad de la carta; incorporaron al consejo de barones con sus propios intransigentes y rehusaron desmovilizar sus fuerzas o entregar Londres según lo acordado. A pesar de prometer lo contrario, Juan apeló a Inocencio III por ayuda, ya que consideraba que la carta comprometía los derechos del papa según el acuerdo de 1213 que le había nombrado señor feudal. Forzado, Inocencio III declaró que la carta «no solo [era] vergonzosa y denigrante, sino ilegal e injusta» y excomulgó a los barones rebeldes. El fracaso del acuerdo condujo rápidamente a la primera guerra de los Barones.

### Enfrentamiento con los barones

Campaña de Juan de septiembre de 1215 a marzo de 1216.

Los rebeldes dieron el primer paso en la guerra, apoderándose del estratégico castillo de Rochester, propiedad de Langton pero dejado casi sin protección por el arzobispo. Juan estaba preparado para un conflicto. Había almacenado dinero para pagar mercenarios y se había asegurado el apoyo de los poderosos marcher lord con sus propias tropas feudales, como William Marshal y Ranulfo de Chester. Los rebeldes carecían de experiencia en ingeniería de asedio o equipamiento pesado necesario para atacar la red de castillos reales que aislaban a los barones rebeldes del norte con los del sur. La estrategia de Juan era aislar a los barones rebeldes en Londres, proteger sus propias líneas de suministro a su fuente de mercenarios en Flandes, evitar que los franceses desembarcaran en el sudeste y después ganar la guerra a través del desgaste lento. Dejó de lidiar con la grave situación de deterioro en el norte de Gales, donde Llywelyn encabezaba una rebelión contra el acuerdo de 1211.
La campaña de Juan comenzó bien. En noviembre, retomó el castillo de Rochester en manos del barón rebelde William d'Aubigny en un sofisticado asalto. Un cronista documentó que no había visto «un asedio tan duramente aplastado ni tan fuertemente resistido», mientras que el historiador Reginald Brown lo describió como «una de las mayores [operaciones de asedio] en Inglaterra hasta ese momento». Una vez que recuperó el sudeste, Juan separó sus fuerzas y envió a William Longespée a retomar el lado norte de Londres y Anglia Oriental, mientras que él se dirigió al norte hacia Nottingham para atacar las propiedades de los barones del norte. Ambas operaciones tuvieron éxito y la mayoría de los rebeldes restantes fueron detenidos en Londres. En enero de 1216, Juan se enfrentó a Alejandro II de Escocia, quien se había aliado con la causa rebelde, y recuperó territorios en el norte de Inglaterra en una campaña rápida y avanzó hacia Edimburgo en un período de diez días.
Los barones rebeldes respondieron invitando al príncipe francés Luis para dirigirlos: este tenía un reclamo del trono inglés en virtud de su matrimonio con Blanca de Castilla, nieta de Enrique II. Probablemente Felipe II le haya proporcionado apoyo privado, pero rehusó asistirlo públicamente ya que fue excomulgado por Inocencio III por participar en la guerra contra Juan. La llegada planificada del delfín a Inglaterra presentaba un problema significativo para el rey inglés, porque traería consigo naves navales y máquinas de asedio esenciales para la causa rebelde. Una vez controlado a Alejandro II, Juan se desplazó al sur para enfrentar el desafío de la próxima invasión.
El príncipe Luis intentó desembarcar en el sur de Inglaterra en mayo de 1216, pero Juan reunió una fuerza naval para interceptarlo. Para infortunio del rey inglés, su flota se dispersó por las malas tormentas y Luis arribó sin oposición en Kent. Juan vaciló y decidió no atacarlo inmediatamente, ya sea por los riesgos de una batalla inminente o por preocupaciones sobre la lealtad de sus propios hombres. Luis y los barones rebeldes avanzaron hacia el oeste y el rey inglés se retiró y pasó el verano reorganizando sus defensas en el resto del reino. Varios de los miembros de su estamento militar desertaron a favor de los rebeldes, como su medio hermano William Longespée. Hacia el final del verano, los rebeldes habían recuperado el sudeste de Inglaterra y partes del norte.

## Muerte

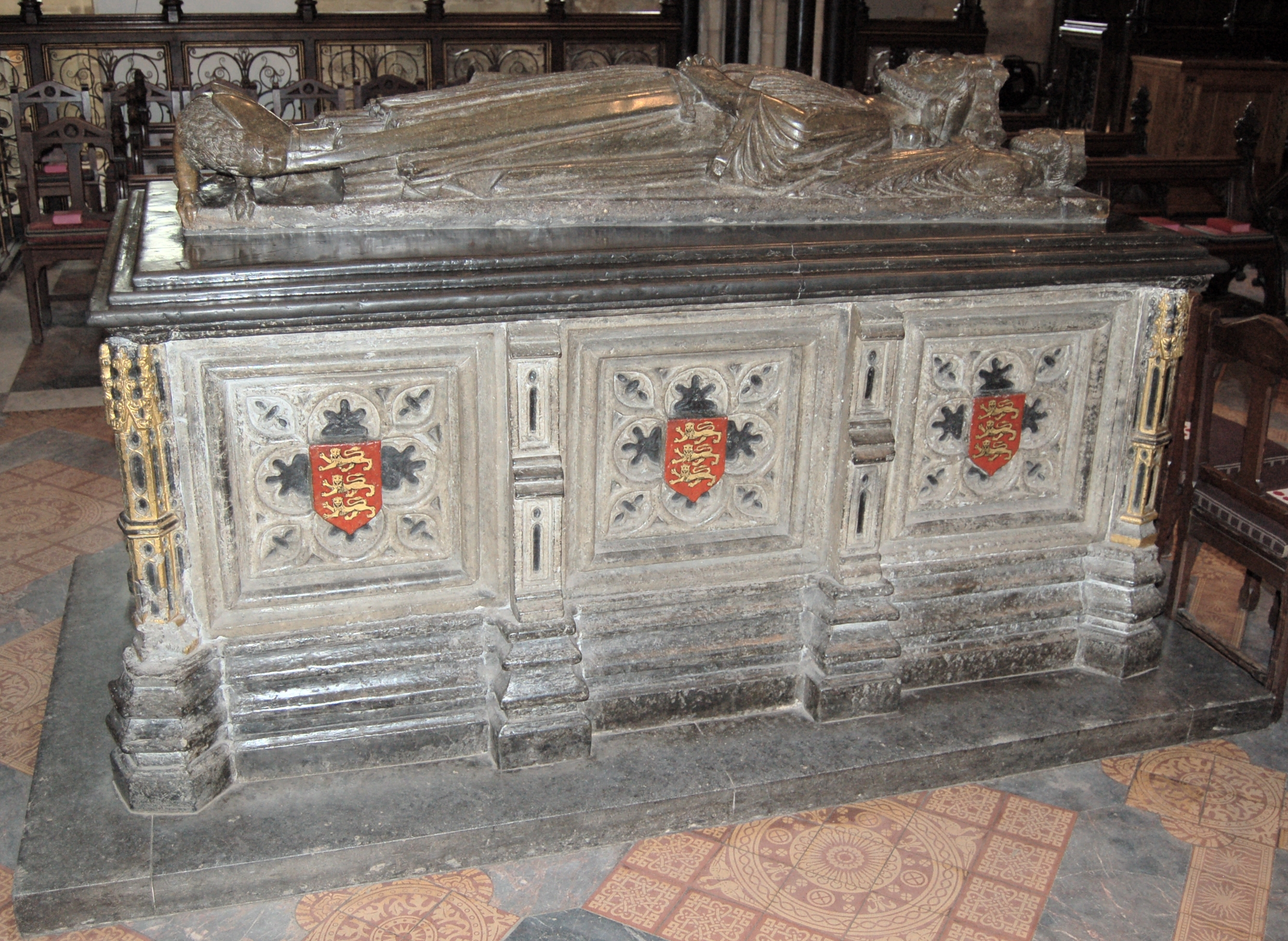
Tumba de Juan en la catedral de Worcester.

En septiembre de 1216, Juan arrancó con un ataque vigoroso. Marchó desde los Cotswolds, fingió una ofensiva para liberar el asediado castillo de Windsor y atacó en dirección este los alrededores de Londres hasta Cambridge, para separar las áreas controladas por los rebeldes en Lincolnshire y Anglia Oriental. Desde allí viajó hacia el norte en un intento por deshacer el asedio rebelde en Lincoln y en dirección este hasta Lynn, probablemente para pedir más suministros del continente. En Lynn, contrajo disentería, que finalmente resultaría fatal. Mientras tanto, Alejandro II invadió el norte de Inglaterra nuevamente, en agosto ocupó Carlisle y luego marchó hacia el sur para rendir homenaje al príncipe Luis por sus posesiones inglesas; Juan estuvo a punto de interceptar a Alejandro II en el camino. Las tensiones entre el delfín y los barones ingleses comenzaron a aumentar, lo que provocó una ola de deserciones, como William Longespée y el hijo de William Marshal, quienes volvieron al bando de Juan.
El rey inglés regresó al oeste pero al parecer perdió una parte importante de su tren de equipaje a lo largo del camino. Roger de Wendover proporcionó el testimonio más gráfico de esto, en el que supuestamente las pertenencias del rey —como las joyas de la Corona— se perdieron al cruzar uno de los estuarios de marea que desembocan en el Wash y fueron engullidas por las arenas movedizas y los remolinos. Los relatos del incidente varían considerablemente entre los diversos cronistas y la ubicación exacta del incidente nunca se ha confirmado; las pérdidas pudieron haber involucrado solo a algunos de sus caballos de carga. Los historiadores modernos afirmaron que, en octubre de 1216, Juan enfrentó un «estancamiento», «una situación militar no comprometida por la derrota».
Su enfermedad empeoró y, para cuando llegó al castillo de Newark, no podía viajar más; murió en la noche del 18 o 19 de octubre. Numerosos relatos, probablemente ficticios, circularon poco después de su muerte, como que lo mataron con cerveza envenenada, ciruelas envenenadas o un «exceso de melocotones». Su cuerpo fue escoltado al sur por una compañía de mercenarios y fue enterrado en la catedral de Worcester frente al altar de Wulfstan. Se erigió un nuevo sarcófago con una efigie en 1232, en el cual sus restos descansan actualmente.

## Legado
A raíz de la muerte de Juan, William Marshal fue declarado protector de Enrique III (de nueve años). La guerra civil continuó hasta las victorias realistas en las batallas de Lincoln y Dover en 1217. Luis abandonó su reclamo del trono inglés y firmó el Tratado de Lambeth. El acuerdo fallido de la Carta Magna fue resucitado por la administración de Marshal y vuelto a emitir en una versión editada en 1217 como base para el futuro gobierno. Enrique III continuó sus intentos de reclamar Normandía y Anjou hasta 1259, pero las pérdidas continentales de Juan y el consiguiente crecimiento del poder de los Capetos en el siglo XIII demostraron que marcaban un «punto de inflexión en la historia europea».
La primera esposa de Juan, Isabel, condesa de Gloucester, fue excarcelada en 1214; se volvió a casar dos veces y murió en 1217. Su segunda esposa, Isabel de Angulema, abandonó Inglaterra hacia su tierra natal poco después de la muerte del rey inglés; se volvió una poderosa líder regional, pero también abandonó a los niños que había tenido con Juan, quien había tenido cinco hijos legítimos. Su hijo mayor, Enrique III, gobernó Inglaterra durante la mayoría del siglo XIII. Ricardo fue un destacado líder europeo y, en última instancia, rey de romanos del Sacro Imperio Romano Germánico. Juana fue reina de Escocia por su matrimonio con Alejandro II. Isabel fue emperatriz teutona por su matrimonio con Federico II. Su hija más joven, Leonor, se casó con el hijo de William Marshal, también llamado William, y, más tarde, con el famoso rebelde inglés Simón IV de Montfort. Juan tuvo varias amantes, aproximadamente ocho, con las que tuvo posiblemente nueve hijos: Richard, Oliver, John, Geoffrey, Henry, Osbert Gifford, Eudes, Bartholomew y probablemente Philip; dos o tres hijas: Joan, Maud y probablemente Isabel. De estos, Joan se convirtió en la más famosa, pues se casó con el príncipe Llywelyn de Gales.

### Valoraciones historiográficas

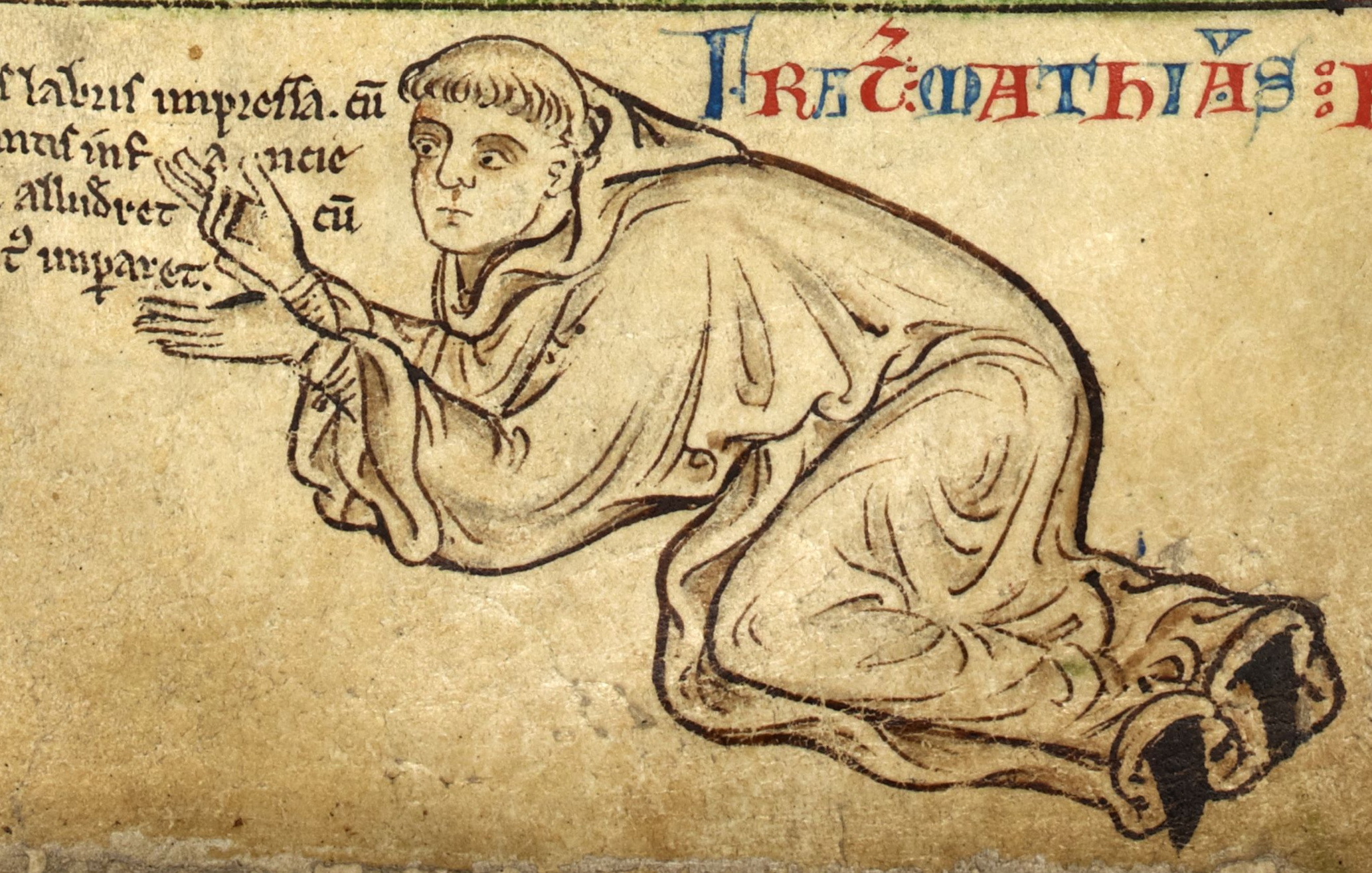
Mateo de París, uno de los primeros historiadores del reinado de Juan.

Las interpretaciones históricas han estado sujetas a cambios considerables a lo largo de los años. Los cronistas medievales proporcionaron las primeras historias contemporáneas o casi coetáneas del reinado de Juan. Un grupo de ellos fue el primero en escribir sobre su vida o el momento del ascenso al trono, como Ricardo de Devizes, Guillermo de Newburgh, Roger de Hoveden y Raúl de Diceto. Estos historiadores generalmente no simpatizaban con el comportamiento de Juan durante el gobierno de Ricardo, pero fueron un poco más positivos hacia los primeros años de su reinado. Los relatos confiables del período intermedio y posterior del reinado de Juan son más limitados, con Gervasio de Canterbury y Raúl de Coggeshall entre los principales; ninguno de ellos era positivo sobre su desempeño como rey. Gran parte de la reputación negativa posterior fue establecida por dos cronistas que escribieron después de la muerte del rey inglés: Roger de Wendover y Mateo de París, este último afirmó que Juan intentó convertirse al islam a cambio de ayuda militar del gobernante almohade Muhammad an-Nasir. Los historiadores modernos lo consideran una historia falsa.
En el siglo XVI, los cambios políticos y religiosos alteraron la actitud de los historiadores hacia Juan. Los cronistas de la era Tudor generalmente se inclinaban a su favor, centrándose en la oposición al papado y la promoción de los derechos y prerrogativas especiales de un rey. Los relatos revisionistas de John Foxe, William Tyndale y Robert Barnes lo retrataron como un héroe protestante temprano; John Foxe lo incluyó en su Libro de mártires. La Historie of Great Britaine (1632) de John Speed elogió el «gran renombre» de Juan como rey y culpó a los cronistas medievales por su mala reputación.

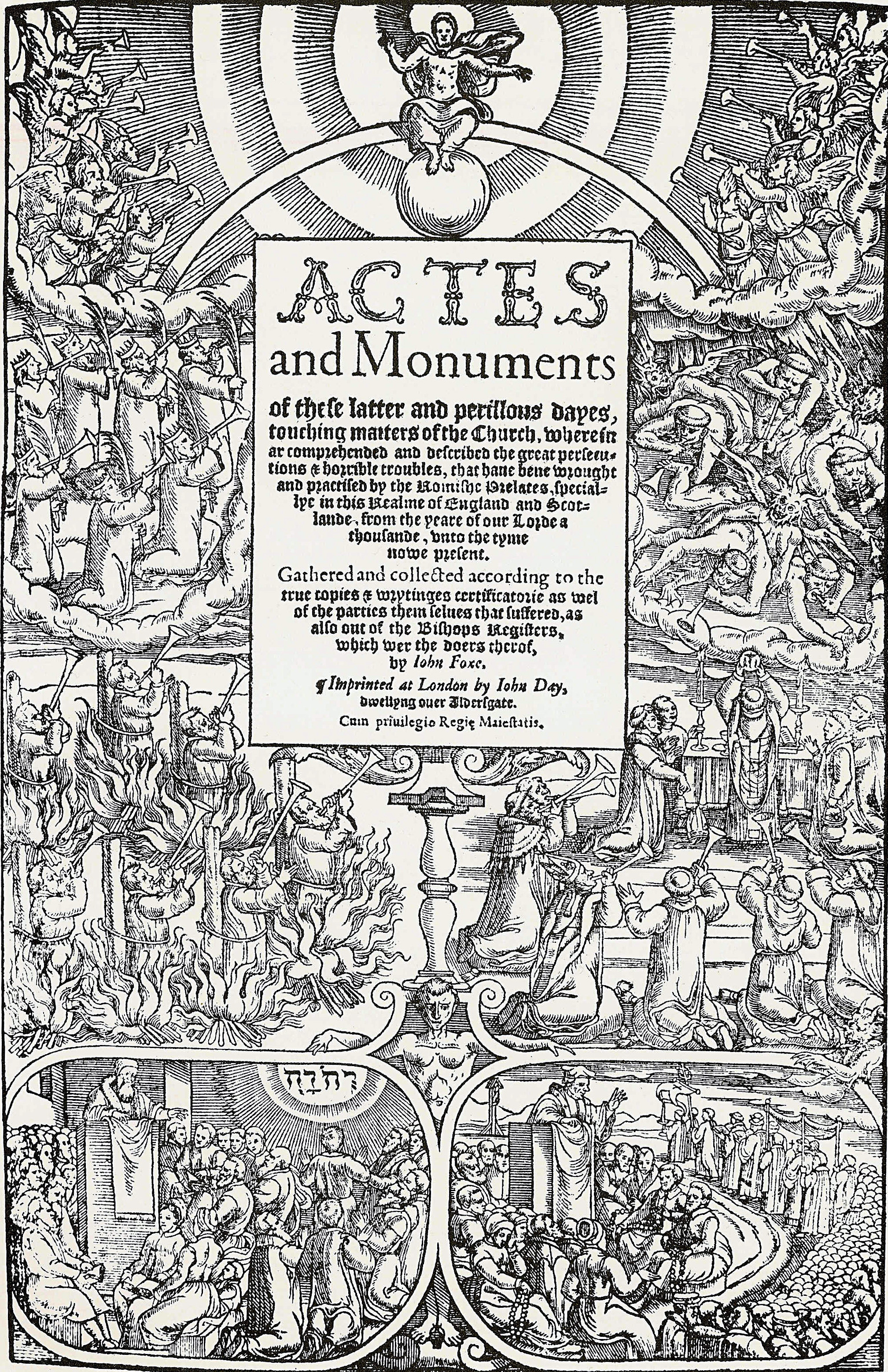
El libro de los mártires de John Foxe, oficialmente titulado Hechos y monumentos, que tenía una valoración positiva del reinado de Juan.

En la época victoriana del siglo XIX, los historiadores estaban más inclinados a recurrir a los juicios de los cronistas y a centrarse en la personalidad moral de Juan. Por ejemplo, Kate Norgate argumentó que su caída no se debió al fracaso en la guerra o la estrategia, sino a su «maldad casi sobrehumana», mientras que James Ramsay culpó a Juan por sus antecedentes familiares y la cruel personalidad por su perdición. Los historiadores de la tradición whiggish, enfocados en documentos como el Libro Domesday y la Carta Magna, concibieron un proceso progresivo y universalista de desarrollo político y económico en Inglaterra durante el período medieval. Estos historiadores con frecuencia se inclinaban a juzgar el reinado de Juan —en particular, su firma de la Carta Magna— como un paso positivo en el desarrollo constitucional de Inglaterra, a pesar de los defectos del propio rey. Por ejemplo, Winston Churchill opinó que, «[c]uando se añade al largo recuento, se verá que la nación británica y el mundo anglófono le deben mucho más a los vicios de Juan que a las labores de los soberanos virtuosos».
En los años 1940, comenzaron a surgir nuevas interpretaciones de su reinado, basadas en la investigación de los registros contemporáneos, como los rollos de cuentas, cartas, documentos judiciales y registros primarios similares. Notablemente, un ensayo de Vivian Galbraith en 1945 propuso un «nuevo enfoque» para entender al monarca. El uso de los registros se combinó con un mayor escepticismo sobre dos de los cronistas más pintorescos de su reinado —Roger de Wendover y Mateo de París—. En muchos casos, los detalles proporcionados por estos cronistas —ambos escritos después de la muerte de Juan— fueron cuestionados por los historiadores modernos. Las interpretaciones de la Carta Magna y el papel de los barones rebeldes en 1215 han sido revisadas significativamente: aunque el valor constitucional y simbólico de la Carta Magna para generaciones posteriores es incuestionable, en el contexto del reinado de Juan la mayoría de los historiadores lo consideran un acuerdo de paz fallido entre facciones de «partisanos». Ha habido un creciente debate sobre la naturaleza de sus políticas irlandesas. Los especialistas en historia medieval irlandesa —como Sean Duffy— han desafiado la narrativa convencional establecida por Lewis Warren, lo que sugeriría que Irlanda era menos estable antes de 1216 de lo que se suponía previamente.
La mayoría de los historiadores de la actualidad, como los biógrafos recientes Ralph Turner y Lewis Warren, argumentaron que Juan era un monarca ineficaz, pero que sus fracasos fueron exagerados por los cronistas de los siglos XII y XIII. Jim Bradbury sintetizó el consenso actual de que Juan era un «administrador trabajador, un hombre hábil y un general capaz», aunque, como sugirió Turner, con «rasgos de personalidad desagradables, incluso peligrosos», como la mezquindad, el rencor y la crueldad. John Gillingham —autor de una biografía de Ricardo I— siguió esta línea también, aunque lo considera un líder militar menos efectivo que la valoración de Turner o Warren y lo describió como «uno de los peores reyes que ha gobernado Inglaterra». Bradbury adoptó una postura moderada, pero indicó que en los últimos años los historiadores modernos han sido excesivamente indulgentes con sus numerosas fallas. El historiador popular Frank McLynn mantuvo una perspectiva contrarrevisionista sobre Juan, con el argumento de que la reputación moderna del rey inglés entre los historiadores es «bizarra» y que, como monarca, «falló casi todas las [pruebas] que pueden establecerse legítimamente».

### Representaciones populares

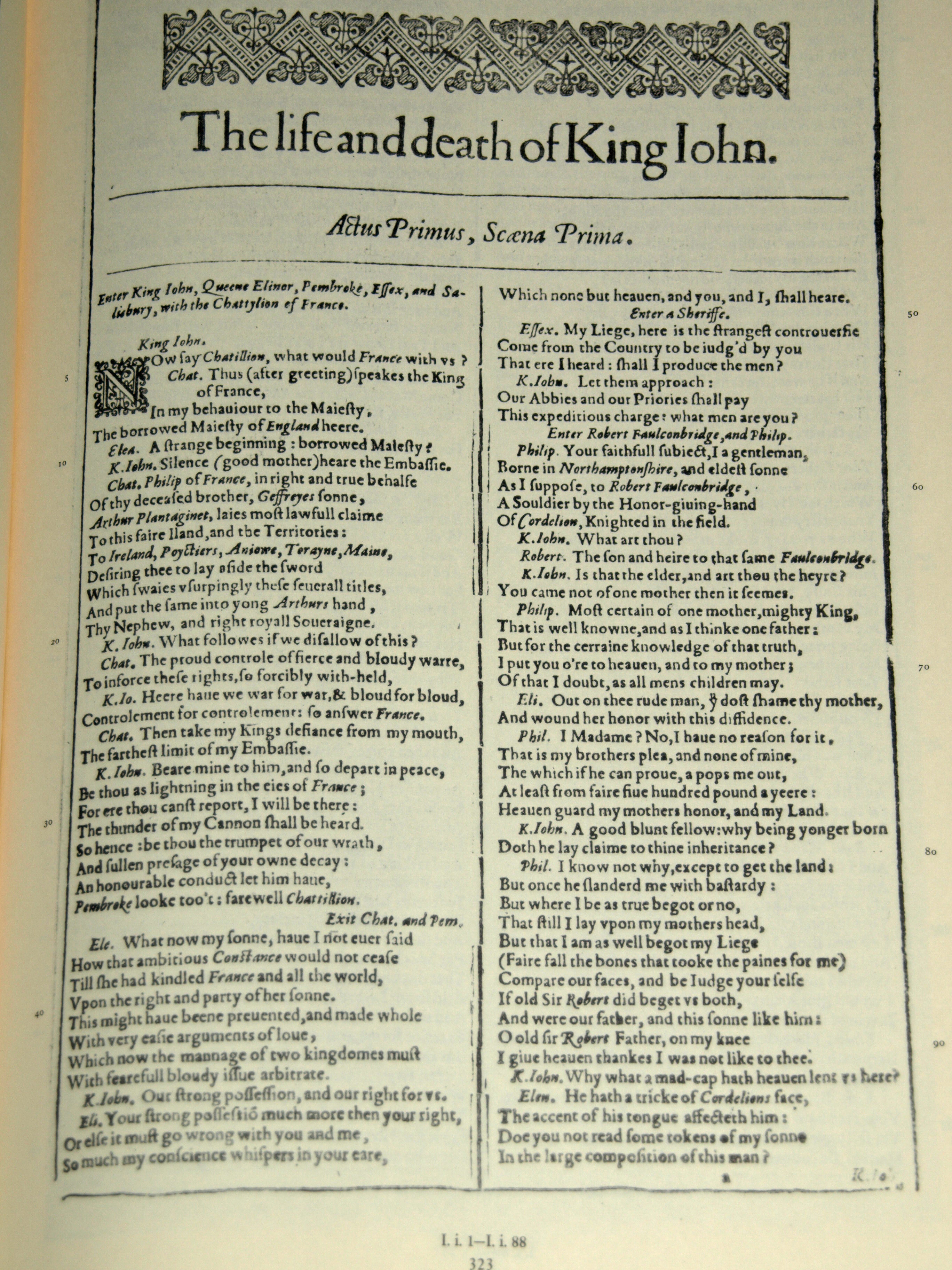
The life and death of King John de William Shakespeare.

Durante la era Tudor surgieron obras teatrales basadas en su vida, que reflejaban los relatos revisionistas de la época. La obra anónima The troublesome reign of King John lo retrataba como un «mártir protoprotestante», similar al mostrado en la pieza teatral de moralidad Kynge Johan  de John Bale, en la que Juan intenta salvar a Inglaterra de los «malvados agentes de la Iglesia romana». Por el contrario, The life and death of King John de Shakespeare, una obra relativamente anticatólica que recurre a The troublesome reign para su material original, ofrece una visión dual «más equilibrada de un monarca complejo como víctima protoprotestante de las maquinaciones de Roma y como un gobernante débil y egoístamente motivado». La obra The downfall and the death of Robert Earl of Huntington de Anthony Munday retrató muchos de los rasgos negativos de Juan, pero adoptó una interpretación positiva de sus actos contra la Iglesia católica, en consonancia con las opiniones contemporáneas de los monarcas Tudor. A mediados del siglo XVII, obras como King John and Matilda de Robert Davenport, basadas en gran medida en las obras isabelinas anteriores, transferían el papel de campeones protestantes a los barones y enfatizaban los aspectos tiránicos del comportamiento del rey.
En el siglo XIX, las representaciones ficticias de su vida estuvieron fuertemente influenciadas por el romance histórico Ivanhoe de Walter Scott, que presentaba «una imagen casi totalmente desfavorable» de él; la pieza se basó en las historias victorianas del período y en la obra de Shakespeare. Este trabajo de Scott influyó en The merry adventures of Robin Hood, del escritor infantil Howard Pyle de finales del siglo XIX, que a su vez estableció a Juan como el villano principal dentro de la narrativa tradicional de Robin Hood. Durante el siglo XX, habitualmente aparecía representado en libros de ficción y películas junto a Robin Hood. La interpretación de Sam De Grasse en la versión cinematográfica en blanco y negro de 1922 lo muestra cometiendo numerosas atrocidades y actos de tortura. Claude Rains lo encarnó en la versión a color de 1938 junto a Errol Flynn, iniciando la tendencia de describirlo como un «afeminado[, ...] arrogante y cobarde que se queda en casa». El personaje de Juan actúa para resaltar las virtudes del rey Ricardo o contrastar con el gobernador civil de Nottingham, que suele ser el «villano de capa y espada» que se opone a Robin Hood. Por ejemplo, una versión extrema de esta tendencia se puede ver en la versión de dibujos animados de Disney de 1973, que representa a Juan, con la voz de Peter Ustinov, como un «león cobarde, chupapulgares». Las obras populares que lo representan más allá de las leyendas de Robin Hood —como la obra de James Goldman The Lion in Winter y adaptación al cine ambientada en 1183— comúnmente lo presentan como un «amanerado alfeñique» —en este caso, contrastado con el varonil Enrique II— o un tirano, como en el poema de A. A. Milne para niños «King John's Christmas».

## Ancestros
| \| \| \| \| \| \| \| \| \| \| \| \| \| \| \| \| \| \| \| \| 16. Fulco IV de Anjou \| \| \| \| \| \| \| \| \| \| \| \| \| \| \| \| \| \| \| \| \| \| \| \| \| \| \| \| \| \| \| \| \| \| \| \| \| \| \| \| \| \| \| \| \| \| \| \| \| \| \| \| \| \| 8. Fulco V de Anjou \| \| \| \| \| \| \| \| \| \| \| \| \| \| \| \| \| \| \| \| \| \| \| \| \| \| \| \| \| \| \| \| \| \| \| \| \| \| \| \| \| \| \| \| \| \| \| \| \| \| \| \| \| \| 17. Bertrada de Montfort \| \| \| \| \| \| \| \| \| \| \| \| \| \| \| \| \| \| \| \| \| \| \| \| \| \| \| \| \| \| \| \| \| \| \| \| \| \| \| \| \| \| \| \| \| \| \| \| \| \| \| \| \| \| 4. Godofredo V de Anjou \| \| \| \| \| \| \| \| \| \| \| \| \| \| \| \| \| \| \| \| \| \| \| \| \| \| \| \| \| \| \| \| \| \| \| \| \| \| \| \| \| \| \| \| \| \| \| \| \| \| \| \| \| \| 18. Elías I de Maine \| \| \| \| \| \| \| \| \| \| \| \| \| \| \| \| \| \| \| \| \| \| \| \| \| \| \| \| \| \| \| \| \| \| \| \| \| \| \| \| \| \| \| \| \| \| \| \| \| \| \| \| \| \| 9. Ermengarda de Maine \| \| \| \| \| \| \| \| \| \| \| \| \| \| \| \| \| \| \| \| \| \| \| \| \| \| \| \| \| \| \| \| \| \| \| \| \| \| \| \| \| \| \| \| \| \| \| \| \| \| \| \| \| \| 19. Matilde de Château-du-Loir \| \| \| \| \| \| \| \| \| \| \| \| \| \| \| \| \| \| \| \| \| \| \| \| \| \| \| \| \| \| \| \| \| \| \| \| \| \| \| \| \| \| \| \| \| \| \| \| \| \| \| \| \| \| 2. Enrique II de Inglaterra \| \| \| \| \| \| \| \| \| \| \| \| \| \| \| \| \| \| \| \| \| \| \| \| \| \| \| \| \| \| \| \| \| \| \| \| \| \| \| \| \| \| \| \| \| \| \| \| \| \| \| \| \| \| 20. Guillermo I de Inglaterra \| \| \| \| \| \| \| \| \| \| \| \| \| \| \| \| \| \| \| \| \| \| \| \| \| \| \| \| \| \| \| \| \| \| \| \| \| \| \| \| \| \| \| \| \| \| \| \| \| \| \| \| \| \| 10. Enrique I de Inglaterra \| \| \| \| \| \| \| \| \| \| \| \| \| \| \| \| \| \| \| \| \| \| \| \| \| \| \| \| \| \| \| \| \| \| \| \| \| \| \| \| \| \| \| \| \| \| \| \| \| \| \| \| \| \| 21. Matilde de Flandes \| \| \| \| \| \| \| \| \| \| \| \| \| \| \| \| \| \| \| \| \| \| \| \| \| \| \| \| \| \| \| \| \| \| \| \| \| \| \| \| \| \| \| \| \| \| \| \| \| \| \| \| \| \| 5. Matilde de Inglaterra \| \| \| \| \| \| \| \| \| \| \| \| \| \| \| \| \| \| \| \| \| \| \| \| \| \| \| \| \| \| \| \| \| \| \| \| \| \| \| \| \| \| \| \| \| \| \| \| \| \| \| \| \| \| 22. Malcolm III de Escocia \| \| \| \| \| \| \| \| \| \| \| \| \| \| \| \| \| \| \| \| \| \| \| \| \| \| \| \| \| \| \| \| \| \| \| \| \| \| \| \| \| \| \| \| \| \| \| \| \| \| \| \| \| \| 11. Matilde de Escocia \| \| \| \| \| \| \| \| \| \| \| \| \| \| \| \| \| \| \| \| \| \| \| \| \| \| \| \| \| \| \| \| \| \| \| \| \| \| \| \| \| \| \| \| \| \| \| \| \| \| \| \| \| \| 23. Margarita de Escocia \| \| \| \| \| \| \| \| \| \| \| \| \| \| \| \| \| \| \| \| \| \| \| \| \| \| \| \| \| \| \| \| \| \| \| \| \| \| \| \| \| \| \| \| \| \| \| \| \| \| \| \| \| \| 1. Juan I de Inglaterra \| \| \| \| \| \| \| \| \| \| \| \| \| \| \| \| \| \| \| \| \| \| \| \| \| \| \| \| \| \| \| \| \| \| \| \| \| \| \| \| \| \| \| \| \| \| \| \| \| \| \| \| \| \| 24. Guillermo VIII de Aquitania \| \| \| \| \| \| \| \| \| \| \| \| \| \| \| \| \| \| \| \| \| \| \| \| \| \| \| \| \| \| \| \| \| \| \| \| \| \| \| \| \| \| \| \| \| \| \| \| \| \| \| \| \| \| 12. Guillermo IX de Aquitania \| \| \| \| \| \| \| \| \| \| \| \| \| \| \| \| \| \| \| \| \| \| \| \| \| \| \| \| \| \| \| \| \| \| \| \| \| \| \| \| \| \| \| \| \| \| \| \| \| \| \| \| \| \| 25. Hildegarda de Borgoña \| \| \| \| \| \| \| \| \| \| \| \| \| \| \| \| \| \| \| \| \| \| \| \| \| \| \| \| \| \| \| \| \| \| \| \| \| \| \| \| \| \| \| \| \| \| \| \| \| \| \| \| \| \| 6. Guillermo X de Aquitania \| \| \| \| \| \| \| \| \| \| \| \| \| \| \| \| \| \| \| \| \| \| \| \| \| \| \| \| \| \| \| \| \| \| \| \| \| \| \| \| \| \| \| \| \| \| \| \| \| \| \| \| \| \| 26. Guillermo IV de Tolosa \| \| \| \| \| \| \| \| \| \| \| \| \| \| \| \| \| \| \| \| \| \| \| \| \| \| \| \| \| \| \| \| \| \| \| \| \| \| \| \| \| \| \| \| \| \| \| \| \| \| \| \| \| \| 13. Felipa de Tolosa \| \| \| \| \| \| \| \| \| \| \| \| \| \| \| \| \| \| \| \| \| \| \| \| \| \| \| \| \| \| \| \| \| \| \| \| \| \| \| \| \| \| \| \| \| \| \| \| \| \| \| \| \| \| 27. Emma de Mortain \| \| \| \| \| \| \| \| \| \| \| \| \| \| \| \| \| \| \| \| \| \| \| \| \| \| \| \| \| \| \| \| \| \| \| \| \| \| \| \| \| \| \| \| \| \| \| \| \| \| \| \| \| \| 3. Leonor de Aquitania \| \| \| \| \| \| \| \| \| \| \| \| \| \| \| \| \| \| \| \| \| \| \| \| \| \| \| \| \| \| \| \| \| \| \| \| \| \| \| \| \| \| \| \| \| \| \| \| \| \| \| \| \| \| 28. Bosón II de Châtellerault \| \| \| \| \| \| \| \| \| \| \| \| \| \| \| \| \| \| \| \| \| \| \| \| \| \| \| \| \| \| \| \| \| \| \| \| \| \| \| \| \| \| \| \| \| \| \| \| \| \| \| \| \| \| 14. Amalarico I de Châtellerault \| \| \| \| \| \| \| \| \| \| \| \| \| \| \| \| \| \| \| \| \| \| \| \| \| \| \| \| \| \| \| \| \| \| \| \| \| \| \| \| \| \| \| \| \| \| \| \| \| \| \| \| \| \| 29. Leonor de Thouars \| \| \| \| \| \| \| \| \| \| \| \| \| \| \| \| \| \| \| \| \| \| \| \| \| \| \| \| \| \| \| \| \| \| \| \| \| \| \| \| \| \| \| \| \| \| \| \| \| \| \| \| \| \| 7. Leonor de Châtellerault \| \| \| \| \| \| \| \| \| \| \| \| \| \| \| \| \| \| \| \| \| \| \| \| \| \| \| \| \| \| \| \| \| \| \| \| \| \| \| \| \| \| \| \| \| \| \| \| \| \| \| \| \| \| 30. Bartolomé de L'Île-Bouchard \| \| \| \| \| \| \| \| \| \| \| \| \| \| \| \| \| \| \| \| \| \| \| \| \| \| \| \| \| \| \| \| \| \| \| \| \| \| \| \| \| \| \| \| \| \| \| \| \| \| \| \| \| \| 15. Dangerosa de L'Isle Bouchard \| \| \| \| \| \| \| \| \| \| \| \| \| \| \| \| \| \| \| \| \| \| \| \| \| \| \| \| \| \| \| \| \| \| \| \| \| \| \| \| \| \| \| \| \| \| \| \| \| \| \| \| \| \| 31. Gerberga de Blaison \| \| \| \| \| \| \| \| \| \| \| \| \| \| \| \| \| \| \| \| \| \| \| \| \| \| \| \| \| \| \| \| \| \| \| \| \| \| \| \| \| \| \| \| \| \| \| \| \| \| \| \| |                                  |  |  |  |  |  |  |  |  |  |  |  |  |  |  |  |
| |                                  |  |  |  |  |  |  |  |  |  |  |  |  |  |  |  |
| | 16. Fulco IV de Anjou            |  |  |  |  |  |  |  |  |  |  |  |  |  |  |  |
| |                                  |  |  |  |  |  |  |  |  |  |  |  |  |  |  |  |
| |                                  |  |  |  |  |  |  |  |  |  |  |  |  |  |  |  |
| | 8. Fulco V de Anjou              |  |  |  |  |  |  |  |  |  |  |  |  |  |  |  |
| |                                  |  |  |  |  |  |  |  |  |  |  |  |  |  |  |  |
| |                                  |  |  |  |  |  |  |  |  |  |  |  |  |  |  |  |
| | 17. Bertrada de Montfort         |  |  |  |  |  |  |  |  |  |  |  |  |  |  |  |
| |                                  |  |  |  |  |  |  |  |  |  |  |  |  |  |  |  |
| |                                  |  |  |  |  |  |  |  |  |  |  |  |  |  |  |  |
| | 4. Godofredo V de Anjou          |  |  |  |  |  |  |  |  |  |  |  |  |  |  |  |
| |                                  |  |  |  |  |  |  |  |  |  |  |  |  |  |  |  |
| |                                  |  |  |  |  |  |  |  |  |  |  |  |  |  |  |  |
| | 18. Elías I de Maine             |  |  |  |  |  |  |  |  |  |  |  |  |  |  |  |
| |                                  |  |  |  |  |  |  |  |  |  |  |  |  |  |  |  |
| |                                  |  |  |  |  |  |  |  |  |  |  |  |  |  |  |  |
| | 9. Ermengarda de Maine           |  |  |  |  |  |  |  |  |  |  |  |  |  |  |  |
| |                                  |  |  |  |  |  |  |  |  |  |  |  |  |  |  |  |
| |                                  |  |  |  |  |  |  |  |  |  |  |  |  |  |  |  |
| | 19. Matilde de Château-du-Loir   |  |  |  |  |  |  |  |  |  |  |  |  |  |  |  |
| |                                  |  |  |  |  |  |  |  |  |  |  |  |  |  |  |  |
| |                                  |  |  |  |  |  |  |  |  |  |  |  |  |  |  |  |
| | 2. Enrique II de Inglaterra      |  |  |  |  |  |  |  |  |  |  |  |  |  |  |  |
| |                                  |  |  |  |  |  |  |  |  |  |  |  |  |  |  |  |
| |                                  |  |  |  |  |  |  |  |  |  |  |  |  |  |  |  |
| | 20. Guillermo I de Inglaterra    |  |  |  |  |  |  |  |  |  |  |  |  |  |  |  |
| |                                  |  |  |  |  |  |  |  |  |  |  |  |  |  |  |  |
| |                                  |  |  |  |  |  |  |  |  |  |  |  |  |  |  |  |
| | 10. Enrique I de Inglaterra      |  |  |  |  |  |  |  |  |  |  |  |  |  |  |  |
| |                                  |  |  |  |  |  |  |  |  |  |  |  |  |  |  |  |
| |                                  |  |  |  |  |  |  |  |  |  |  |  |  |  |  |  |
| | 21. Matilde de Flandes           |  |  |  |  |  |  |  |  |  |  |  |  |  |  |  |
| |                                  |  |  |  |  |  |  |  |  |  |  |  |  |  |  |  |
| |                                  |  |  |  |  |  |  |  |  |  |  |  |  |  |  |  |
| | 5. Matilde de Inglaterra         |  |  |  |  |  |  |  |  |  |  |  |  |  |  |  |
| |                                  |  |  |  |  |  |  |  |  |  |  |  |  |  |  |  |
| |                                  |  |  |  |  |  |  |  |  |  |  |  |  |  |  |  |
| | 22. Malcolm III de Escocia       |  |  |  |  |  |  |  |  |  |  |  |  |  |  |  |
| |                                  |  |  |  |  |  |  |  |  |  |  |  |  |  |  |  |
| |                                  |  |  |  |  |  |  |  |  |  |  |  |  |  |  |  |
| | 11. Matilde de Escocia           |  |  |  |  |  |  |  |  |  |  |  |  |  |  |  |
| |                                  |  |  |  |  |  |  |  |  |  |  |  |  |  |  |  |
| |                                  |  |  |  |  |  |  |  |  |  |  |  |  |  |  |  |
| | 23. Margarita de Escocia         |  |  |  |  |  |  |  |  |  |  |  |  |  |  |  |
| |                                  |  |  |  |  |  |  |  |  |  |  |  |  |  |  |  |
| |                                  |  |  |  |  |  |  |  |  |  |  |  |  |  |  |  |
| | 1. Juan I de Inglaterra          |  |  |  |  |  |  |  |  |  |  |  |  |  |  |  |
| |                                  |  |  |  |  |  |  |  |  |  |  |  |  |  |  |  |
| |                                  |  |  |  |  |  |  |  |  |  |  |  |  |  |  |  |
| | 24. Guillermo VIII de Aquitania  |  |  |  |  |  |  |  |  |  |  |  |  |  |  |  |
| |                                  |  |  |  |  |  |  |  |  |  |  |  |  |  |  |  |
| |                                  |  |  |  |  |  |  |  |  |  |  |  |  |  |  |  |
| | 12. Guillermo IX de Aquitania    |  |  |  |  |  |  |  |  |  |  |  |  |  |  |  |
| |                                  |  |  |  |  |  |  |  |  |  |  |  |  |  |  |  |
| |                                  |  |  |  |  |  |  |  |  |  |  |  |  |  |  |  |
| | 25. Hildegarda de Borgoña        |  |  |  |  |  |  |  |  |  |  |  |  |  |  |  |
| |                                  |  |  |  |  |  |  |  |  |  |  |  |  |  |  |  |
| |                                  |  |  |  |  |  |  |  |  |  |  |  |  |  |  |  |
| | 6. Guillermo X de Aquitania      |  |  |  |  |  |  |  |  |  |  |  |  |  |  |  |
| |                                  |  |  |  |  |  |  |  |  |  |  |  |  |  |  |  |
| |                                  |  |  |  |  |  |  |  |  |  |  |  |  |  |  |  |
| | 26. Guillermo IV de Tolosa       |  |  |  |  |  |  |  |  |  |  |  |  |  |  |  |
| |                                  |  |  |  |  |  |  |  |  |  |  |  |  |  |  |  |
| |                                  |  |  |  |  |  |  |  |  |  |  |  |  |  |  |  |
| | 13. Felipa de Tolosa             |  |  |  |  |  |  |  |  |  |  |  |  |  |  |  |
| |                                  |  |  |  |  |  |  |  |  |  |  |  |  |  |  |  |
| |                                  |  |  |  |  |  |  |  |  |  |  |  |  |  |  |  |
| | 27. Emma de Mortain              |  |  |  |  |  |  |  |  |  |  |  |  |  |  |  |
| |                                  |  |  |  |  |  |  |  |  |  |  |  |  |  |  |  |
| |                                  |  |  |  |  |  |  |  |  |  |  |  |  |  |  |  |
| | 3. Leonor de Aquitania           |  |  |  |  |  |  |  |  |  |  |  |  |  |  |  |
| |                                  |  |  |  |  |  |  |  |  |  |  |  |  |  |  |  |
| |                                  |  |  |  |  |  |  |  |  |  |  |  |  |  |  |  |
| | 28. Bosón II de Châtellerault    |  |  |  |  |  |  |  |  |  |  |  |  |  |  |  |
| |                                  |  |  |  |  |  |  |  |  |  |  |  |  |  |  |  |
| |                                  |  |  |  |  |  |  |  |  |  |  |  |  |  |  |  |
| | 14. Amalarico I de Châtellerault |  |  |  |  |  |  |  |  |  |  |  |  |  |  |  |
| |                                  |  |  |  |  |  |  |  |  |  |  |  |  |  |  |  |
| |                                  |  |  |  |  |  |  |  |  |  |  |  |  |  |  |  |
| | 29. Leonor de Thouars            |  |  |  |  |  |  |  |  |  |  |  |  |  |  |  |
| |                                  |  |  |  |  |  |  |  |  |  |  |  |  |  |  |  |
| |                                  |  |  |  |  |  |  |  |  |  |  |  |  |  |  |  |
| | 7. Leonor de Châtellerault       |  |  |  |  |  |  |  |  |  |  |  |  |  |  |  |
| |                                  |  |  |  |  |  |  |  |  |  |  |  |  |  |  |  |
| |                                  |  |  |  |  |  |  |  |  |  |  |  |  |  |  |  |
| | 30. Bartolomé de L'Île-Bouchard  |  |  |  |  |  |  |  |  |  |  |  |  |  |  |  |
| |                                  |  |  |  |  |  |  |  |  |  |  |  |  |  |  |  |
| |                                  |  |  |  |  |  |  |  |  |  |  |  |  |  |  |  |
| | 15. Dangerosa de L'Isle Bouchard |  |  |  |  |  |  |  |  |  |  |  |  |  |  |  |
| |                                  |  |  |  |  |  |  |  |  |  |  |  |  |  |  |  |
| |                                  |  |  |  |  |  |  |  |  |  |  |  |  |  |  |  |
| | 31. Gerberga de Blaison          |  |  |  |  |  |  |  |  |  |  |  |  |  |  |  |
| |                                  |  |  |  |  |  |  |  |  |  |  |  |  |  |  |  |
| |                                  |  |  |  |  |  |  |  |  |  |  |  |  |  |  |  |